# Llista d'asteroides (380001-381000)
Llista d'asteroides del 380.001 al 381.000, amb data de descoberta i descobridor. És un fragment de la llista d'asteroides completa. Als asteroides se'ls dona un número quan es confirma la seva òrbita, per tant apareixen llistats aproximadament segons la data de descobriment.

## 380001-380100
| Nom    | Designació provisional | Data de descobriment   | Lloc de descobriment | Descobridor/s                                          |
| ------ | ---------------------- | ---------------------- | -------------------- | ------------------------------------------------------ |
| 380001 | 2013 EM32              | 17 de novembre de 2007 | Catalina             | CSS                                                    |
| 380002 | 2013 EV96              | 12 de febrer de 2008   | Kitt Peak            | Spacewatch                                             |
| 380003 | 2013 GD45              | 27 de gener de 2007    | Kitt Peak            | Spacewatch                                             |
| 380004 | 2013 GS95              | 24 de març de 2003     | Kitt Peak            | Spacewatch                                             |
| 380005 | 2013 GG103             | 10 de febrer de 2002   | Socorro              | LINEAR                                                 |
| 380006 | 2013 GZ109             | 16 de gener de 2008    | Mount Lemmon         | Mt. Lemmon Survey                                      |
| 380007 | 2013 JE44              | 27 de març de 2003     | Kitt Peak            | Spacewatch                                             |
| 380008 | 2013 NT6               | 7 de març de 2009      | Mount Lemmon         | Mt. Lemmon Survey                                      |
| 380009 | 2013 OS6               | 4 de novembre de 2004  | Kitt Peak            | Spacewatch                                             |
| 380010 | 2013 OG8               | 29 d'octubre de 2005   | Catalina             | CSS                                                    |
| 380011 | 2013 PH2               | 21 de febrer de 2007   | Mount Lemmon         | Mt. Lemmon Survey                                      |
| 380012 | 2013 PN11              | 24 de setembre de 1960 | Palomar              | C. J. van Houten, I. van Houten-Groeneveld, T. Gehrels |
| 380013 | 2013 PX28              | 10 de març de 2008     | Kitt Peak            | Spacewatch                                             |
| 380014 | 2013 PS36              | 12 de gener de 2002    | Kitt Peak            | Spacewatch                                             |
| 380015 | 2013 PA49              | 20 de novembre de 2003 | Kitt Peak            | Spacewatch                                             |
| 380016 | 2013 PX60              | 7 d'octubre de 2004    | Anderson Mesa        | LONEOS                                                 |
| 380017 | 2013 PP69              | 5 de juliol de 2000    | Anderson Mesa        | LONEOS                                                 |
| 380018 | 2013 PB70              | 21 de juliol de 2006   | Mount Lemmon         | Mt. Lemmon Survey                                      |
| 380019 | 2013 PY73              | 16 d'abril de 2005     | Kitt Peak            | Spacewatch                                             |
| 380020 | 2013 PL74              | 9 d'octubre de 2004    | Anderson Mesa        | LONEOS                                                 |
| 380021 | 2013 QD2               | 10 de novembre de 2009 | Catalina             | CSS                                                    |
| 380022 | 2013 QH3               | 13 de maig de 2008     | Mount Lemmon         | Mt. Lemmon Survey                                      |
| 380023 | 2013 QL16              | 16 de setembre de 2001 | Socorro              | LINEAR                                                 |
| 380024 | 2013 QN18              | 16 de febrer de 2010   | Mount Lemmon         | Mt. Lemmon Survey                                      |
| 380025 | 2013 QQ21              | 2 de gener de 2011     | Mount Lemmon         | Mt. Lemmon Survey                                      |
| 380026 | 2013 QT26              | 20 d'octubre de 2003   | Socorro              | LINEAR                                                 |
| 380027 | 2013 QF33              | 23 de novembre de 2003 | Kitt Peak            | Spacewatch                                             |
| 380028 | 2013 QZ42              | 26 d'octubre de 2009   | Mount Lemmon         | Mt. Lemmon Survey                                      |
| 380029 | 2013 QE50              | 19 de desembre de 2004 | Mount Lemmon         | Mt. Lemmon Survey                                      |
| 380030 | 2013 QR57              | 24 d'abril de 2001     | Kitt Peak            | Spacewatch                                             |
| 380031 | 2013 QK62              | 24 de novembre de 2006 | Mount Lemmon         | Mt. Lemmon Survey                                      |
| 380032 | 2013 QD69              | 22 de novembre de 2009 | Catalina             | CSS                                                    |
| 380033 | 2013 QX94              | 5 de setembre de 2007  | Mount Lemmon         | Mt. Lemmon Survey                                      |
| 380034 | 2013 RE2               | 21 de febrer de 2001   | Kitt Peak            | Spacewatch                                             |
| 380035 | 2013 RG14              | 3 de maig de 2008      | Mount Lemmon         | Mt. Lemmon Survey                                      |
| 380036 | 2013 RF25              | 9 de novembre de 2008  | Mount Lemmon         | Mt. Lemmon Survey                                      |
| 380037 | 2013 RW25              | 17 de febrer de 2004   | Kitt Peak            | Spacewatch                                             |
| 380038 | 2013 RF26              | 22 d'abril de 2007     | Mount Lemmon         | Mt. Lemmon Survey                                      |
| 380039 | 2013 RE27              | 2 d'abril de 2005      | Mount Lemmon         | Mt. Lemmon Survey                                      |
| 380040 | 2013 RC35              | 9 de desembre de 2004  | Kitt Peak            | Spacewatch                                             |
| 380041 | 2013 RH35              | 11 de gener de 2008    | Mount Lemmon         | Mt. Lemmon Survey                                      |
| 380042 | 2013 RL36              | 14 de setembre de 1998 | Kitt Peak            | Spacewatch                                             |
| 380043 | 2013 RK37              | 18 de març de 2004     | Socorro              | LINEAR                                                 |
| 380044 | 2013 RD39              | 9 d'octubre de 2004    | Kitt Peak            | Spacewatch                                             |
| 380045 | 2013 RH47              | 28 d'agost de 2006     | Catalina             | CSS                                                    |
| 380046 | 2013 RH58              | 24 de juliol de 1993   | Kitt Peak            | Spacewatch                                             |
| 380047 | 2013 RU60              | 5 de desembre de 2007  | Kitt Peak            | Spacewatch                                             |
| 380048 | 2013 RN68              | 7 d'octubre de 2004    | Kitt Peak            | Spacewatch                                             |
| 380049 | 2013 RQ68              | 11 de setembre de 2005 | Kitt Peak            | Spacewatch                                             |
| 380050 | 2013 RM69              | 22 de desembre de 2003 | Socorro              | LINEAR                                                 |
| 380051 | 2013 RC72              | 27 d'octubre de 2005   | Mount Lemmon         | Mt. Lemmon Survey                                      |
| 380052 | 2013 RR72              | 29 d'abril de 2003     | Kitt Peak            | Spacewatch                                             |
| 380053 | 2013 RU72              | 6 de gener de 2010     | Kitt Peak            | Spacewatch                                             |
| 380054 | 2013 RN73              | 25 de març de 2004     | Siding Spring        | Siding Spring Survey                                   |
| 380055 | 2013 RV74              | 22 d'agost de 2003     | Campo Imperatore     | CINEOS                                                 |
| 380056 | 2013 RW74              | 2 d'octubre de 1999    | Kitt Peak            | Spacewatch                                             |
| 380057 | 2013 RF81              | 1 d'octubre de 1999    | Kitt Peak            | Spacewatch                                             |
| 380058 | 2013 RB82              | 24 de novembre de 2009 | Catalina             | CSS                                                    |
| 380059 | 2013 RU83              | 16 de desembre de 2007 | Mount Lemmon         | Mt. Lemmon Survey                                      |
| 380060 | 2013 RG92              | 22 d'octubre de 2008   | Kitt Peak            | Spacewatch                                             |
| 380061 | 2013 RE94              | 8 de març de 2005      | Mount Lemmon         | Mt. Lemmon Survey                                      |
| 380062 | 2013 SC10              | 30 d'octubre de 2000   | Socorro              | LINEAR                                                 |
| 380063 | 2013 SO15              | 9 de desembre de 2004  | Kitt Peak            | Spacewatch                                             |
| 380064 | 2013 SS18              | 16 de juny de 2007     | Kitt Peak            | Spacewatch                                             |
| 380065 | 2013 SE22              | 14 de març de 2007     | Kitt Peak            | Spacewatch                                             |
| 380066 | 2013 SQ22              | 5 d'octubre de 1996    | Kitt Peak            | Spacewatch                                             |
| 380067 | 2013 ST25              | 29 de novembre de 2000 | Kitt Peak            | Spacewatch                                             |
| 380068 | 2013 SK26              | 4 d'abril de 2005      | Catalina             | CSS                                                    |
| 380069 | 2013 SK27              | 14 d'octubre de 2001   | Socorro              | LINEAR                                                 |
| 380070 | 2013 SG28              | 11 de gener de 2002    | Anderson Mesa        | LONEOS                                                 |
| 380071 | 2013 ST29              | 3 de febrer de 2006    | Mount Lemmon         | Mt. Lemmon Survey                                      |
| 380072 | 2013 SV29              | 27 de desembre de 2005 | Mount Lemmon         | Mt. Lemmon Survey                                      |
| 380073 | 2013 SK30              | 27 de maig de 2008     | Mount Lemmon         | Mt. Lemmon Survey                                      |
| 380074 | 2013 SN31              | 17 de novembre de 2009 | Kitt Peak            | Spacewatch                                             |
| 380075 | 2013 SR31              | 7 d'abril de 2008      | Kitt Peak            | Spacewatch                                             |
| 380076 | 2013 SF33              | 8 de novembre de 2008  | Mount Lemmon         | Mt. Lemmon Survey                                      |
| 380077 | 2013 SR36              | 11 de setembre de 2004 | Kitt Peak            | Spacewatch                                             |
| 380078 | 2013 SL37              | 3 de febrer de 2000    | Kitt Peak            | Spacewatch                                             |
| 380079 | 2013 SY39              | 22 d'octubre de 2005   | Kitt Peak            | Spacewatch                                             |
| 380080 | 2013 SH40              | 28 de setembre de 2006 | Catalina             | CSS                                                    |
| 380081 | 2013 SQ40              | 31 d'octubre de 2000   | Socorro              | LINEAR                                                 |
| 380082 | 2013 SS40              | 31 d'agost de 2000     | Socorro              | LINEAR                                                 |
| 380083 | 2013 SA44              | 5 d'octubre de 1996    | Kitt Peak            | Spacewatch                                             |
| 380084 | 2013 SK48              | 23 de novembre de 2009 | Kitt Peak            | Spacewatch                                             |
| 380085 | 2013 SA51              | 27 de febrer de 2006   | Kitt Peak            | Spacewatch                                             |
| 380086 | 2013 SE51              | 10 de març de 2002     | Kitt Peak            | Spacewatch                                             |
| 380087 | 2013 SJ51              | 13 de març de 2007     | Mount Lemmon         | Mt. Lemmon Survey                                      |
| 380088 | 2013 SU51              | 8 de novembre de 2007  | Mount Lemmon         | Mt. Lemmon Survey                                      |
| 380089 | 2013 SG52              | 25 de març de 2007     | Mount Lemmon         | Mt. Lemmon Survey                                      |
| 380090 | 2013 SW54              | 8 de novembre de 2007  | Kitt Peak            | Spacewatch                                             |
| 380091 | 2013 SH57              | 11 d'octubre de 1977   | Palomar              | C. J. van Houten, I. van Houten-Groeneveld, T. Gehrels |
| 380092 | 2013 SG59              | 5 de desembre de 2002  | Socorro              | LINEAR                                                 |
| 380093 | 2013 TS                | 25 d'abril de 2007     | Kitt Peak            | Spacewatch                                             |
| 380094 | 2013 TB1               | 2 de desembre de 2005  | Mount Lemmon         | Mt. Lemmon Survey                                      |
| 380095 | 2013 TK3               | 15 de setembre de 2004 | Kitt Peak            | Spacewatch                                             |
| 380096 | 2013 TR6               | 11 d'abril de 2008     | Mount Lemmon         | Mt. Lemmon Survey                                      |
| 380097 | 2013 TW6               | 3 de novembre de 2008  | Mount Lemmon         | Mt. Lemmon Survey                                      |
| 380098 | 2013 TW7               | 7 de novembre de 2008  | Mount Lemmon         | Mt. Lemmon Survey                                      |
| 380099 | 2013 TT8               | 24 de setembre de 2000 | Anderson Mesa        | LONEOS                                                 |
| 380100 | 2013 TP10              | 4 de febrer de 2000    | Kitt Peak            | Spacewatch                                             |

## 380101-380200
| Nom    | Designació provisional | Data de descobriment   | Lloc de descobriment | Descobridor/s     |
| ------ | ---------------------- | ---------------------- | -------------------- | ----------------- |
| 380101 | 2013 TP11              | 25 de desembre de 2000 | Kitt Peak            | Spacewatch        |
| 380102 | 2013 TX11              | 18 de setembre de 2004 | Socorro              | LINEAR            |
| 380103 | 2013 TD14              | 19 de març de 2004     | Socorro              | LINEAR            |
| 380104 | 2013 TV18              | 30 d'abril de 2006     | Kitt Peak            | Spacewatch        |
| 380105 | 2013 TS23              | 21 de desembre de 2000 | Kitt Peak            | Spacewatch        |
| 380106 | 2013 TB25              | 29 de febrer de 2008   | Kitt Peak            | Spacewatch        |
| 380107 | 2013 TD30              | 2 de maig de 1997      | Caussols             | ODAS              |
| 380108 | 2013 TR30              | 26 de novembre de 2009 | Mount Lemmon         | Mt. Lemmon Survey |
| 380109 | 2013 TS32              | 2 de setembre de 2000  | Anderson Mesa        | LONEOS            |
| 380110 | 2013 TF36              | 28 d'abril de 2007     | Kitt Peak            | Spacewatch        |
| 380111 | 2013 TO43              | 19 de setembre de 2003 | Socorro              | LINEAR            |
| 380112 | 2013 TR46              | 10 d'octubre de 2008   | Mount Lemmon         | Mt. Lemmon Survey |
| 380113 | 2013 TH51              | 26 de març de 2006     | Kitt Peak            | Spacewatch        |
| 380114 | 2013 TN65              | 6 de setembre de 2008  | Mount Lemmon         | Mt. Lemmon Survey |
| 380115 | 1994 UJ8               | 28 d'octubre de 1994   | Kitt Peak            | Spacewatch        |
| 380116 | 1995 OH5               | 22 de juliol de 1995   | Kitt Peak            | Spacewatch        |
| 380117 | 1995 SJ40              | 25 de setembre de 1995 | Kitt Peak            | Spacewatch        |
| 380118 | 1995 UJ12              | 17 d'octubre de 1995   | Kitt Peak            | Spacewatch        |
| 380119 | 1995 VS17              | 15 de novembre de 1995 | Kitt Peak            | Spacewatch        |
| 380120 | 1995 YQ4               | 16 de desembre de 1995 | Kitt Peak            | Spacewatch        |
| 380121 | 1996 AH12              | 15 de gener de 1996    | Kitt Peak            | Spacewatch        |
| 380122 | 1996 AZ15              | 12 de gener de 1996    | Kitt Peak            | Spacewatch        |
| 380123 | 1996 RL7               | 5 de setembre de 1996  | Kitt Peak            | Spacewatch        |
| 380124 | 1996 RW10              | 8 de setembre de 1996  | Kitt Peak            | Spacewatch        |
| 380125 | 1996 UC1               | 18 d'octubre de 1996   | Haleakala            | NEAT              |
| 380126 | 1996 XU4               | 6 de desembre de 1996  | Kitt Peak            | Spacewatch        |
| 380127 | 1997 WW9               | 21 de novembre de 1997 | Kitt Peak            | Spacewatch        |
| 380128 | 1997 WB21              | 26 de novembre de 1997 | Haleakala            | NEAT              |
| 380129 | 1998 HB7               | 23 d'abril de 1998     | Socorro              | LINEAR            |
| 380130 | 1998 RS53              | 14 de setembre de 1998 | Socorro              | LINEAR            |
| 380131 | 1998 SZ77              | 26 de setembre de 1998 | Socorro              | LINEAR            |
| 380132 | 1998 TL3               | 14 d'octubre de 1998   | Socorro              | LINEAR            |
| 380133 | 1998 UX24              | 27 d'octubre de 1998   | Kitt Peak            | Spacewatch        |
| 380134 | 1999 JX11              | 12 de maig de 1999     | Socorro              | LINEAR            |
| 380135 | 1999 RL7               | 3 de setembre de 1999  | Kitt Peak            | Spacewatch        |
| 380136 | 1999 RQ58              | 7 de setembre de 1999  | Socorro              | LINEAR            |
| 380137 | 1999 RK207             | 8 de setembre de 1999  | Socorro              | LINEAR            |
| 380138 | 1999 TO30              | 4 d'octubre de 1999    | Socorro              | LINEAR            |
| 380139 | 1999 TS78              | 11 d'octubre de 1999   | Kitt Peak            | Spacewatch        |
| 380140 | 1999 TH119             | 4 d'octubre de 1999    | Socorro              | LINEAR            |
| 380141 | 1999 TO239             | 4 d'octubre de 1999    | Catalina             | CSS               |
| 380142 | 1999 TT321             | 12 d'octubre de 1999   | Kitt Peak            | Spacewatch        |
| 380143 | 1999 UH3               | 19 d'octubre de 1999   | Bergisch Gladbac     | W. Bickel         |
| 380144 | 1999 UX9               | 31 d'octubre de 1999   | Socorro              | LINEAR            |
| 380145 | 1999 UH31              | 31 d'octubre de 1999   | Kitt Peak            | Spacewatch        |
| 380146 | 1999 UD48              | 30 d'octubre de 1999   | Catalina             | CSS               |
| 380147 | 1999 UR60              | 31 d'octubre de 1999   | Socorro              | LINEAR            |
| 380148 | 1999 VD18              | 2 de novembre de 1999  | Kitt Peak            | Spacewatch        |
| 380149 | 1999 VK79              | 4 de novembre de 1999  | Socorro              | LINEAR            |
| 380150 | 1999 VG125             | 6 de novembre de 1999  | Kitt Peak            | Spacewatch        |
| 380151 | 1999 VN202             | 5 de novembre de 1999  | Kitt Peak            | Spacewatch        |
| 380152 | 1999 YO4               | 28 de desembre de 1999 | Socorro              | LINEAR            |
| 380153 | 2000 AV39              | 3 de gener de 2000     | Socorro              | LINEAR            |
| 380154 | 2000 AO49              | 5 de gener de 2000     | Socorro              | LINEAR            |
| 380155 | 2000 AO146             | 7 de gener de 2000     | Socorro              | LINEAR            |
| 380156 | 2000 BX20              | 28 de gener de 2000    | Kitt Peak            | Spacewatch        |
| 380157 | 2000 BW21              | 29 de gener de 2000    | Kitt Peak            | Spacewatch        |
| 380158 | 2000 EJ51              | 3 de març de 2000      | Kitt Peak            | Spacewatch        |
| 380159 | 2000 HR49              | 29 d'abril de 2000     | Socorro              | LINEAR            |
| 380160 | 2000 JO78              | 10 de maig de 2000     | Socorro              | LINEAR            |
| 380161 | 2000 LD16              | 7 de juny de 2000      | Socorro              | LINEAR            |
| 380162 | 2000 PB9               | 6 d'agost de 2000      | Siding Spring        | R. H. McNaught    |
| 380163 | 2000 QG59              | 26 d'agost de 2000     | Socorro              | LINEAR            |
| 380164 | 2000 QF73              | 24 d'agost de 2000     | Socorro              | LINEAR            |
| 380165 | 2000 QK82              | 24 d'agost de 2000     | Socorro              | LINEAR            |
| 380166 | 2000 QM115             | 25 d'agost de 2000     | Socorro              | LINEAR            |
| 380167 | 2000 QF137             | 31 d'agost de 2000     | Socorro              | LINEAR            |
| 380168 | 2000 QQ168             | 31 d'agost de 2000     | Socorro              | LINEAR            |
| 380169 | 2000 QD195             | 26 d'agost de 2000     | Socorro              | LINEAR            |
| 380170 | 2000 QJ210             | 31 d'agost de 2000     | Socorro              | LINEAR            |
| 380171 | 2000 RK20              | 1 de setembre de 2000  | Socorro              | LINEAR            |
| 380172 | 2000 RF96              | 4 de setembre de 2000  | Haleakala            | NEAT              |
| 380173 | 2000 SB11              | 5 de setembre de 2000  | Anderson Mesa        | LONEOS            |
| 380174 | 2000 SW17              | 23 de setembre de 2000 | Socorro              | LINEAR            |
| 380175 | 2000 SY29              | 24 de setembre de 2000 | Socorro              | LINEAR            |
| 380176 | 2000 SC30              | 24 de setembre de 2000 | Socorro              | LINEAR            |
| 380177 | 2000 SO51              | 23 de setembre de 2000 | Socorro              | LINEAR            |
| 380178 | 2000 SO91              | 23 de setembre de 2000 | Socorro              | LINEAR            |
| 380179 | 2000 SL114             | 24 de setembre de 2000 | Socorro              | LINEAR            |
| 380180 | 2000 SQ138             | 23 de setembre de 2000 | Socorro              | LINEAR            |
| 380181 | 2000 SJ149             | 24 de setembre de 2000 | Socorro              | LINEAR            |
| 380182 | 2000 SN157             | 27 de setembre de 2000 | Socorro              | LINEAR            |
| 380183 | 2000 SH284             | 23 de setembre de 2000 | Socorro              | LINEAR            |
| 380184 | 2000 SE291             | 27 de setembre de 2000 | Socorro              | LINEAR            |
| 380185 | 2000 SD295             | 27 de setembre de 2000 | Socorro              | LINEAR            |
| 380186 | 2000 ST311             | 27 de setembre de 2000 | Socorro              | LINEAR            |
| 380187 | 2000 WH2               | 16 de novembre de 2000 | Socorro              | LINEAR            |
| 380188 | 2000 WC67              | 26 de novembre de 2000 | Socorro              | LINEAR            |
| 380189 | 2000 WA70              | 19 de novembre de 2000 | Socorro              | LINEAR            |
| 380190 | 2000 WL80              | 20 de novembre de 2000 | Socorro              | LINEAR            |
| 380191 | 2000 WK93              | 21 de novembre de 2000 | Socorro              | LINEAR            |
| 380192 | 2000 WM134             | 19 de novembre de 2000 | Socorro              | LINEAR            |
| 380193 | 2000 WC172             | 25 de novembre de 2000 | Socorro              | LINEAR            |
| 380194 | 2000 WJ172             | 25 de novembre de 2000 | Socorro              | LINEAR            |
| 380195 | 2000 XE16              | 1 de desembre de 2000  | Socorro              | LINEAR            |
| 380196 | 2000 XH20              | 4 de desembre de 2000  | Socorro              | LINEAR            |
| 380197 | 2000 YD27              | 26 de desembre de 2000 | Kitt Peak            | Spacewatch        |
| 380198 | 2000 YZ27              | 27 de desembre de 2000 | Anderson Mesa        | LONEOS            |
| 380199 | 2000 YQ29              | 28 de desembre de 2000 | Socorro              | LINEAR            |
| 380200 | 2000 YL56              | 30 de desembre de 2000 | Socorro              | LINEAR            |

## 380201-380300
| Nom    | Designació provisional | Data de descobriment   | Lloc de descobriment | Descobridor/s            |
| ------ | ---------------------- | ---------------------- | -------------------- | ------------------------ |
| 380201 | 2000 YH111             | 30 de desembre de 2000 | Socorro              | LINEAR                   |
| 380202 | 2001 AL12              | 2 de gener de 2001     | Socorro              | LINEAR                   |
| 380203 | 2001 BE7               | 19 de gener de 2001    | Socorro              | LINEAR                   |
| 380204 | 2001 CS25              | 1 de febrer de 2001    | Socorro              | LINEAR                   |
| 380205 | 2001 CA32              | 5 de febrer de 2001    | Socorro              | LINEAR                   |
| 380206 | 2001 DK8               | 18 de febrer de 2001   | Haleakala            | NEAT                     |
| 380207 | 2001 EV22              | 15 de març de 2001     | Kitt Peak            | Spacewatch               |
| 380208 | 2001 FH30              | 20 de març de 2001     | Haleakala            | NEAT                     |
| 380209 | 2001 FZ43              | 18 de març de 2001     | Socorro              | LINEAR                   |
| 380210 | 2001 HP4               | 18 d'abril de 2001     | Socorro              | LINEAR                   |
| 380211 | 2001 HT45              | 17 d'abril de 2001     | Anderson Mesa        | LONEOS                   |
| 380212 | 2001 OA30              | 19 de juliol de 2001   | Palomar              | NEAT                     |
| 380213 | 2001 OX66              | 23 de juliol de 2001   | Haleakala            | NEAT                     |
| 380214 | 2001 PW32              | 10 d'agost de 2001     | Palomar              | NEAT                     |
| 380215 | 2001 QP47              | 16 d'agost de 2001     | Socorro              | LINEAR                   |
| 380216 | 2001 QQ188             | 22 d'agost de 2001     | Kitt Peak            | Spacewatch               |
| 380217 | 2001 QP195             | 22 d'agost de 2001     | Socorro              | LINEAR                   |
| 380218 | 2001 QM266             | 20 d'agost de 2001     | Socorro              | LINEAR                   |
| 380219 | 2001 QN330             | 25 d'agost de 2001     | Socorro              | LINEAR                   |
| 380220 | 2001 QT330             | 27 d'agost de 2001     | Anderson Mesa        | LONEOS                   |
| 380221 | 2001 RQ38              | 8 de setembre de 2001  | Socorro              | LINEAR                   |
| 380222 | 2001 RJ54              | 12 de setembre de 2001 | Socorro              | LINEAR                   |
| 380223 | 2001 RZ63              | 10 de setembre de 2001 | Socorro              | LINEAR                   |
| 380224 | 2001 RY117             | 12 de setembre de 2001 | Socorro              | LINEAR                   |
| 380225 | 2001 RB141             | 12 de setembre de 2001 | Socorro              | LINEAR                   |
| 380226 | 2001 RB145             | 7 de setembre de 2001  | Palomar              | NEAT                     |
| 380227 | 2001 SN24              | 16 de setembre de 2001 | Socorro              | LINEAR                   |
| 380228 | 2001 SU125             | 16 de setembre de 2001 | Socorro              | LINEAR                   |
| 380229 | 2001 SQ132             | 16 de setembre de 2001 | Socorro              | LINEAR                   |
| 380230 | 2001 SP144             | 16 de setembre de 2001 | Socorro              | LINEAR                   |
| 380231 | 2001 SG147             | 16 de setembre de 2001 | Socorro              | LINEAR                   |
| 380232 | 2001 SM163             | 17 de setembre de 2001 | Socorro              | LINEAR                   |
| 380233 | 2001 SE188             | 19 de setembre de 2001 | Socorro              | LINEAR                   |
| 380234 | 2001 SE198             | 19 de setembre de 2001 | Socorro              | LINEAR                   |
| 380235 | 2001 SC302             | 20 de setembre de 2001 | Socorro              | LINEAR                   |
| 380236 | 2001 TY16              | 12 d'octubre de 2001   | Campo Imperatore     | CINEOS                   |
| 380237 | 2001 TX56              | 13 d'octubre de 2001   | Palomar              | NEAT                     |
| 380238 | 2001 TY140             | 10 d'octubre de 2001   | Palomar              | NEAT                     |
| 380239 | 2001 TV253             | 14 d'octubre de 2001   | Apache Point         | Sloan Digital Sky Survey |
| 380240 | 2001 UA2               | 17 d'octubre de 2001   | Socorro              | LINEAR                   |
| 380241 | 2001 UW11              | 23 d'octubre de 2001   | Desert Eagle         | W. K. Y. Yeung           |
| 380242 | 2001 UR31              | 16 d'octubre de 2001   | Socorro              | LINEAR                   |
| 380243 | 2001 UX32              | 16 d'octubre de 2001   | Socorro              | LINEAR                   |
| 380244 | 2001 UA73              | 16 d'octubre de 2001   | Socorro              | LINEAR                   |
| 380245 | 2001 UO125             | 22 d'octubre de 2001   | Palomar              | NEAT                     |
| 380246 | 2001 UD175             | 24 d'octubre de 2001   | Palomar              | NEAT                     |
| 380247 | 2001 UT178             | 23 d'octubre de 2001   | Palomar              | NEAT                     |
| 380248 | 2001 UC190             | 18 d'octubre de 2001   | Palomar              | NEAT                     |
| 380249 | 2001 US209             | 20 d'octubre de 2001   | Haleakala            | NEAT                     |
| 380250 | 2001 VF81              | 11 de novembre de 2001 | Palomar              | NEAT                     |
| 380251 | 2001 WW45              | 19 de novembre de 2001 | Socorro              | LINEAR                   |
| 380252 | 2001 WL60              | 21 d'octubre de 2001   | Socorro              | LINEAR                   |
| 380253 | 2001 WU70              | 20 de novembre de 2001 | Socorro              | LINEAR                   |
| 380254 | 2001 WB87              | 18 de novembre de 2001 | Socorro              | LINEAR                   |
| 380255 | 2001 XJ26              | 10 de desembre de 2001 | Socorro              | LINEAR                   |
| 380256 | 2001 XL43              | 9 de desembre de 2001  | Socorro              | LINEAR                   |
| 380257 | 2001 XN115             | 13 de desembre de 2001 | Socorro              | LINEAR                   |
| 380258 | 2001 XU129             | 14 de desembre de 2001 | Socorro              | LINEAR                   |
| 380259 | 2001 XN160             | 14 de desembre de 2001 | Socorro              | LINEAR                   |
| 380260 | 2001 XB229             | 15 de desembre de 2001 | Socorro              | LINEAR                   |
| 380261 | 2001 XU241             | 20 de novembre de 2001 | Socorro              | LINEAR                   |
| 380262 | 2001 XV262             | 13 de desembre de 2001 | Palomar              | NEAT                     |
| 380263 | 2001 YZ10              | 17 de desembre de 2001 | Socorro              | LINEAR                   |
| 380264 | 2001 YA30              | 18 de desembre de 2001 | Socorro              | LINEAR                   |
| 380265 | 2001 YR31              | 18 de desembre de 2001 | Socorro              | LINEAR                   |
| 380266 | 2001 YU47              | 18 de desembre de 2001 | Socorro              | LINEAR                   |
| 380267 | 2001 YM68              | 18 de desembre de 2001 | Socorro              | LINEAR                   |
| 380268 | 2001 YQ71              | 18 de desembre de 2001 | Socorro              | LINEAR                   |
| 380269 | 2001 YE113             | 17 de desembre de 2001 | Kitt Peak            | Spacewatch               |
| 380270 | 2001 YX138             | 22 de desembre de 2001 | Kitt Peak            | Spacewatch               |
| 380271 | 2001 YH139             | 24 de desembre de 2001 | Haleakala            | NEAT                     |
| 380272 | 2002 AC11              | 12 de gener de 2002    | Oizumi               | T. Kobayashi             |
| 380273 | 2002 AB44              | 9 de gener de 2002     | Socorro              | LINEAR                   |
| 380274 | 2002 AE46              | 9 de gener de 2002     | Socorro              | LINEAR                   |
| 380275 | 2002 AL65              | 11 de gener de 2002    | Socorro              | LINEAR                   |
| 380276 | 2002 AD68              | 9 de gener de 2002     | Kitt Peak            | Spacewatch               |
| 380277 | 2002 AO69              | 8 de gener de 2002     | Socorro              | LINEAR                   |
| 380278 | 2002 AP102             | 8 de gener de 2002     | Socorro              | LINEAR                   |
| 380279 | 2002 AR102             | 8 de gener de 2002     | Socorro              | LINEAR                   |
| 380280 | 2002 AX131             | 8 de gener de 2002     | Socorro              | LINEAR                   |
| 380281 | 2002 AW142             | 13 de gener de 2002    | Socorro              | LINEAR                   |
| 380282 | 2002 AO148             | 11 de gener de 2002    | Socorro              | LINEAR                   |
| 380283 | 2002 AM156             | 13 de gener de 2002    | Socorro              | LINEAR                   |
| 380284 | 2002 AJ167             | 13 de gener de 2002    | Socorro              | LINEAR                   |
| 380285 | 2002 AQ169             | 14 de gener de 2002    | Socorro              | LINEAR                   |
| 380286 | 2002 BG23              | 23 de gener de 2002    | Socorro              | LINEAR                   |
| 380287 | 2002 BF30              | 22 de gener de 2002    | Kitt Peak            | Spacewatch               |
| 380288 | 2002 BC31              | 19 de gener de 2002    | Socorro              | LINEAR                   |
| 380289 | 2002 CQ4               | 5 de febrer de 2002    | Oaxaca               | J. M. Roe                |
| 380290 | 2002 CF34              | 6 de febrer de 2002    | Socorro              | LINEAR                   |
| 380291 | 2002 CO66              | 7 de febrer de 2002    | Socorro              | LINEAR                   |
| 380292 | 2002 CD84              | 7 de febrer de 2002    | Socorro              | LINEAR                   |
| 380293 | 2002 CK143             | 9 de febrer de 2002    | Socorro              | LINEAR                   |
| 380294 | 2002 CT172             | 8 de febrer de 2002    | Socorro              | LINEAR                   |
| 380295 | 2002 CS186             | 10 de febrer de 2002   | Socorro              | LINEAR                   |
| 380296 | 2002 CU199             | 10 de febrer de 2002   | Socorro              | LINEAR                   |
| 380297 | 2002 CD205             | 10 de febrer de 2002   | Socorro              | LINEAR                   |
| 380298 | 2002 CS208             | 10 de febrer de 2002   | Socorro              | LINEAR                   |
| 380299 | 2002 CB247             | 15 de febrer de 2002   | Socorro              | LINEAR                   |
| 380300 | 2002 CY252             | 5 de febrer de 2002    | Anderson Mesa        | LONEOS                   |

## 380301-380400
| Nom    | Designació provisional | Data de descobriment   | Lloc de descobriment | Descobridor/s               |
| ------ | ---------------------- | ---------------------- | -------------------- | --------------------------- |
| 380301 | 2002 CV254             | 6 de febrer de 2002    | Anderson Mesa        | LONEOS                      |
| 380302 | 2002 CT269             | 14 de gener de 2002    | Kitt Peak            | Spacewatch                  |
| 380303 | 2002 CO288             | 10 de febrer de 2002   | Socorro              | LINEAR                      |
| 380304 | 2002 CJ290             | 10 de febrer de 2002   | Socorro              | LINEAR                      |
| 380305 | 2002 DL6               | 20 de febrer de 2002   | Kitt Peak            | Spacewatch                  |
| 380306 | 2002 EM18              | 9 de març de 2002      | Kitt Peak            | Spacewatch                  |
| 380307 | 2002 EL23              | 5 de març de 2002      | Kitt Peak            | Spacewatch                  |
| 380308 | 2002 ED93              | 14 de març de 2002     | Socorro              | LINEAR                      |
| 380309 | 2002 ED104             | 9 de març de 2002      | Anderson Mesa        | LONEOS                      |
| 380310 | 2002 ET106             | 9 de març de 2002      | Anderson Mesa        | LONEOS                      |
| 380311 | 2002 EO121             | 11 de març de 2002     | Palomar              | NEAT                        |
| 380312 | 2002 FZ25              | 19 de març de 2002     | Palomar              | NEAT                        |
| 380313 | 2002 GQ26              | 11 d'abril de 2002     | Palomar              | NEAT                        |
| 380314 | 2002 GU40              | 4 d'abril de 2002      | Palomar              | NEAT                        |
| 380315 | 2002 GA74              | 9 d'abril de 2002      | Palomar              | NEAT                        |
| 380316 | 2002 GW78              | 9 d'abril de 2002      | Kvistaberg           | Uppsala-DLR Asteroid Survey |
| 380317 | 2002 GA81              | 10 d'abril de 2002     | Socorro              | LINEAR                      |
| 380318 | 2002 GW128             | 12 d'abril de 2002     | Socorro              | LINEAR                      |
| 380319 | 2002 GU172             | 10 d'abril de 2002     | Socorro              | LINEAR                      |
| 380320 | 2002 GF178             | 12 d'abril de 2002     | Palomar              | M. Meyer                    |
| 380321 | 2002 HF8               | 19 d'abril de 2002     | Kitt Peak            | Spacewatch                  |
| 380322 | 2002 HR11              | 22 d'abril de 2002     | Socorro              | LINEAR                      |
| 380323 | 2002 JN6               | 6 de maig de 2002      | Kitt Peak            | Spacewatch                  |
| 380324 | 2002 JV6               | 6 de maig de 2002      | Kitt Peak            | Spacewatch                  |
| 380325 | 2002 JT41              | 8 de maig de 2002      | Socorro              | LINEAR                      |
| 380326 | 2002 JC125             | 7 de maig de 2002      | Socorro              | LINEAR                      |
| 380327 | 2002 LO5               | 5 de juny de 2002      | Kitt Peak            | Spacewatch                  |
| 380328 | 2002 NK58              | 9 de juliol de 2002    | Palomar              | NEAT                        |
| 380329 | 2002 OR8               | 19 de juliol de 2002   | Palomar              | NEAT                        |
| 380330 | 2002 OF12              | 18 de juliol de 2002   | Socorro              | LINEAR                      |
| 380331 | 2002 OA17              | 18 de juliol de 2002   | Socorro              | LINEAR                      |
| 380332 | 2002 ON30              | 18 de juliol de 2002   | Palomar              | NEAT                        |
| 380333 | 2002 PX23              | 6 d'agost de 2002      | Palomar              | NEAT                        |
| 380334 | 2002 PZ87              | 8 d'agost de 2002      | Anderson Mesa        | LONEOS                      |
| 380335 | 2002 PB113             | 12 d'agost de 2002     | Socorro              | LINEAR                      |
| 380336 | 2002 PN141             | 15 d'agost de 2002     | Socorro              | LINEAR                      |
| 380337 | 2002 PY184             | 11 d'agost de 2002     | Palomar              | NEAT                        |
| 380338 | 2002 PT190             | 15 d'agost de 2002     | Palomar              | NEAT                        |
| 380339 | 2002 PT201             | 26 de juny de 1997     | Kitt Peak            | Spacewatch                  |
| 380340 | 2002 QG65              | 17 d'agost de 2002     | Palomar              | NEAT                        |
| 380341 | 2002 QN81              | 30 d'agost de 2002     | Palomar              | NEAT                        |
| 380342 | 2002 QN96              | 18 d'agost de 2002     | Palomar              | NEAT                        |
| 380343 | 2002 QO102             | 28 d'agost de 2002     | Palomar              | NEAT                        |
| 380344 | 2002 QY104             | 26 d'agost de 2002     | Palomar              | NEAT                        |
| 380345 | 2002 QK112             | 17 d'agost de 2002     | Palomar              | NEAT                        |
| 380346 | 2002 QH117             | 16 d'agost de 2002     | Palomar              | NEAT                        |
| 380347 | 2002 QZ137             | 17 d'agost de 2002     | Palomar              | NEAT                        |
| 380348 | 2002 RB43              | 5 de setembre de 2002  | Socorro              | LINEAR                      |
| 380349 | 2002 RH151             | 12 de setembre de 2002 | Palomar              | NEAT                        |
| 380350 | 2002 RP193             | 12 de setembre de 2002 | Palomar              | NEAT                        |
| 380351 | 2002 RD217             | 14 de setembre de 2002 | Palomar              | NEAT                        |
| 380352 | 2002 RS227             | 14 de setembre de 2002 | Palomar              | NEAT                        |
| 380353 | 2002 RJ247             | 1 de setembre de 2002  | Palomar              | NEAT                        |
| 380354 | 2002 RG256             | 4 de setembre de 2002  | Palomar              | NEAT                        |
| 380355 | 2002 RH282             | 4 de setembre de 2002  | Palomar              | NEAT                        |
| 380356 | 2002 SE13              | 27 de setembre de 2002 | Palomar              | NEAT                        |
| 380357 | 2002 TD17              | 2 d'octubre de 2002    | Socorro              | LINEAR                      |
| 380358 | 2002 TB24              | 2 d'octubre de 2002    | Socorro              | LINEAR                      |
| 380359 | 2002 TN30              | 2 d'octubre de 2002    | Socorro              | LINEAR                      |
| 380360 | 2002 TN62              | 3 d'octubre de 2002    | Campo Imperatore     | CINEOS                      |
| 380361 | 2002 TV85              | 2 d'octubre de 2002    | Campo Imperatore     | CINEOS                      |
| 380362 | 2002 TD106             | 4 d'octubre de 2002    | Kitt Peak            | Spacewatch                  |
| 380363 | 2002 TJ118             | 3 d'octubre de 2002    | Palomar              | NEAT                        |
| 380364 | 2002 TG125             | 4 d'octubre de 2002    | Palomar              | NEAT                        |
| 380365 | 2002 TB134             | 4 d'octubre de 2002    | Palomar              | NEAT                        |
| 380366 | 2002 TR161             | 5 d'octubre de 2002    | Socorro              | LINEAR                      |
| 380367 | 2002 TY185             | 4 d'octubre de 2002    | Socorro              | LINEAR                      |
| 380368 | 2002 TJ188             | 4 d'octubre de 2002    | Palomar              | NEAT                        |
| 380369 | 2002 TJ209             | 6 d'octubre de 2002    | Socorro              | LINEAR                      |
| 380370 | 2002 TF216             | 5 d'octubre de 2002    | Palomar              | NEAT                        |
| 380371 | 2002 TM217             | 7 d'octubre de 2002    | Socorro              | LINEAR                      |
| 380372 | 2002 TZ222             | 7 d'octubre de 2002    | Socorro              | LINEAR                      |
| 380373 | 2002 TS225             | 8 d'octubre de 2002    | Anderson Mesa        | LONEOS                      |
| 380374 | 2002 TE310             | 4 d'octubre de 2002    | Apache Point         | Sloan Digital Sky Survey    |
| 380375 | 2002 TQ333             | 5 d'octubre de 2002    | Apache Point         | Sloan Digital Sky Survey    |
| 380376 | 2002 TW346             | 5 d'octubre de 2002    | Apache Point         | Sloan Digital Sky Survey    |
| 380377 | 2002 TM348             | 5 d'octubre de 2002    | Apache Point         | Sloan Digital Sky Survey    |
| 380378 | 2002 UC13              | 28 d'octubre de 2002   | Haleakala            | NEAT                        |
| 380379 | 2002 UN62              | 30 d'octubre de 2002   | Apache Point         | Sloan Digital Sky Survey    |
| 380380 | 2002 UP73              | 31 d'octubre de 2002   | Palomar              | NEAT                        |
| 380381 | 2002 VZ9               | 1 de novembre de 2002  | Palomar              | NEAT                        |
| 380382 | 2002 VS20              | 5 d'octubre de 2002    | Socorro              | LINEAR                      |
| 380383 | 2002 VA24              | 5 de novembre de 2002  | Socorro              | LINEAR                      |
| 380384 | 2002 VE64              | 6 de novembre de 2002  | Anderson Mesa        | LONEOS                      |
| 380385 | 2002 VU68              | 7 de novembre de 2002  | Anderson Mesa        | LONEOS                      |
| 380386 | 2002 VO74              | 7 de novembre de 2002  | Socorro              | LINEAR                      |
| 380387 | 2002 VK123             | 13 de novembre de 2002 | Palomar              | NEAT                        |
| 380388 | 2002 VX138             | 13 de novembre de 2002 | Palomar              | NEAT                        |
| 380389 | 2002 WB26              | 16 de novembre de 2002 | Palomar              | NEAT                        |
| 380390 | 2002 WJ30              | 24 de novembre de 2002 | Palomar              | NEAT                        |
| 380391 | 2002 XC24              | 5 de desembre de 2002  | Socorro              | LINEAR                      |
| 380392 | 2002 XS49              | 5 de desembre de 2002  | Socorro              | LINEAR                      |
| 380393 | 2002 XL63              | 11 de desembre de 2002 | Socorro              | LINEAR                      |
| 380394 | 2002 XM76              | 11 de desembre de 2002 | Socorro              | LINEAR                      |
| 380395 | 2002 XK78              | 11 de desembre de 2002 | Socorro              | LINEAR                      |
| 380396 | 2002 XB89              | 14 de desembre de 2002 | Socorro              | LINEAR                      |
| 380397 | 2002 XE89              | 15 de desembre de 2002 | Ametlla de Mar       | J. Nomen                    |
| 380398 | 2002 XL93              | 5 de desembre de 2002  | Socorro              | LINEAR                      |
| 380399 | 2002 XZ115             | 5 de desembre de 2002  | Palomar              | NEAT                        |
| 380400 | 2002 XV118             | 3 de desembre de 2002  | Palomar              | NEAT                        |

## 380401-380500
| Nom                | Designació provisional | Data de descobriment   | Lloc de descobriment | Descobridor/s            |
| ------------------ | ---------------------- | ---------------------- | -------------------- | ------------------------ |
| 380401             | 2002 XQ119             | 7 de desembre de 2002  | Palomar              | NEAT                     |
| 380402             | 2002 XB120             | 3 de desembre de 2002  | Haleakala            | NEAT                     |
| 380403             | 2002 YD7               | 28 de desembre de 2002 | Anderson Mesa        | LONEOS                   |
| 380404             | 2002 YM7               | 31 de desembre de 2002 | Socorro              | LINEAR                   |
| 380405             | 2002 YZ17              | 31 de desembre de 2002 | Socorro              | LINEAR                   |
| 380406             | 2002 YG19              | 31 de desembre de 2002 | Socorro              | LINEAR                   |
| 380407             | 2003 AL9               | 3 de gener de 2003     | Kitt Peak            | Spacewatch               |
| 380408             | 2003 AU22              | 7 de gener de 2003     | Socorro              | LINEAR                   |
| 380409             | 2003 AA34              | 5 de gener de 2003     | Socorro              | LINEAR                   |
| 380410             | 2003 AD54              | 5 de gener de 2003     | Socorro              | LINEAR                   |
| 380411             | 2003 AM56              | 5 de gener de 2003     | Socorro              | LINEAR                   |
| 380412             | 2003 AW71              | 11 de gener de 2003    | Palomar              | NEAT                     |
| 380413             | 2003 AS76              | 10 de gener de 2003    | Socorro              | LINEAR                   |
| 380414             | 2003 AK91              | 5 de gener de 2003     | Socorro              | LINEAR                   |
| 380415             | 2003 AL92              | 7 de gener de 2003     | Socorro              | LINEAR                   |
| 380416             | 2003 BT4               | 24 de gener de 2003    | La Silla             | A. Boattini, H. Scholl   |
| 380417             | 2003 BN6               | 24 de gener de 2003    | Palomar              | NEAT                     |
| 380418             | 2003 BN7               | 26 de gener de 2003    | Anderson Mesa        | LONEOS                   |
| 380419             | 2003 BZ55              | 28 de gener de 2003    | Palomar              | NEAT                     |
| 380420             | 2003 BE68              | 27 de gener de 2003    | Haleakala            | NEAT                     |
| 380421             | 2003 DE14              | 4 de desembre de 1996  | Kitt Peak            | Spacewatch               |
| 380422             | 2003 EQ4               | 7 de març de 2003      | Palomar              | NEAT                     |
| 380423             | 2003 FM38              | 23 de març de 2003     | Kitt Peak            | Spacewatch               |
| 380424             | 2003 FO75              | 27 de març de 2003     | Palomar              | NEAT                     |
| 380425             | 2003 FQ76              | 27 de març de 2003     | Palomar              | NEAT                     |
| 380426             | 2003 HY2               | 24 d'abril de 2003     | Kitt Peak            | Spacewatch               |
| 380427             | 2003 HB44              | 27 d'abril de 2003     | Anderson Mesa        | LONEOS                   |
| 380428             | 2003 JQ5               | 1 de maig de 2003      | Socorro              | LINEAR                   |
| 380429             | 2003 PX11              | 1 d'agost de 2003      | Socorro              | LINEAR                   |
| 380430             | 2003 QX44              | 23 d'agost de 2003     | Socorro              | LINEAR                   |
| 380431             | 2003 QC57              | 23 d'agost de 2003     | Socorro              | LINEAR                   |
| 380432             | 2003 QP79              | 26 d'agost de 2003     | Črni Vrh             | Crni Vrh                 |
| 380433             | 2003 QK97              | 30 d'agost de 2003     | Kitt Peak            | Spacewatch               |
| 380434             | 2003 QV114             | 20 d'agost de 2003     | Haleakala            | NEAT                     |
| 380435             | 2003 SZ86              | 17 de setembre de 2003 | Socorro              | LINEAR                   |
| 380436             | 2003 SR87              | 17 de setembre de 2003 | Palomar              | NEAT                     |
| 380437             | 2003 SP107             | 19 de setembre de 2003 | Anderson Mesa        | LONEOS                   |
| 380438             | 2003 SY210             | 23 de setembre de 2003 | Palomar              | NEAT                     |
| 380439             | 2003 SG228             | 28 de setembre de 2003 | Kitt Peak            | Spacewatch               |
| 380440             | 2003 ST236             | 26 de setembre de 2003 | Socorro              | LINEAR                   |
| 380441             | 2003 SG257             | 1 de setembre de 2003  | Socorro              | LINEAR                   |
| 380442             | 2003 SY259             | 28 de setembre de 2003 | Kitt Peak            | Spacewatch               |
| 380443             | 2003 SK265             | 29 de setembre de 2003 | Kitt Peak            | Spacewatch               |
| 380444             | 2003 SF281             | 18 de setembre de 2003 | Palomar              | NEAT                     |
| 380445             | 2003 SH283             | 20 de setembre de 2003 | Socorro              | LINEAR                   |
| 380446             | 2003 SN287             | 30 de setembre de 2003 | Kitt Peak            | Spacewatch               |
| 380447             | 2003 SO312             | 17 de setembre de 2003 | Anderson Mesa        | LONEOS                   |
| 380448             | 2003 SA330             | 26 de setembre de 2003 | Apache Point         | Sloan Digital Sky Survey |
| 380449             | 2003 SF332             | 28 de setembre de 2003 | Socorro              | LINEAR                   |
| 380450             | 2003 SM333             | 26 de setembre de 2003 | Apache Point         | Sloan Digital Sky Survey |
| 380451             | 2003 SQ350             | 19 de setembre de 2003 | Kitt Peak            | Spacewatch               |
| 380452             | 2003 SP370             | 26 de setembre de 2003 | Apache Point         | Sloan Digital Sky Survey |
| 380453             | 2003 TX18              | 15 d'octubre de 2003   | Anderson Mesa        | LONEOS                   |
| 380454             | 2003 TC35              | 1 d'octubre de 2003    | Kitt Peak            | Spacewatch               |
| 380455             | 2003 UL3               | 16 d'octubre de 2003   | Palomar              | NEAT                     |
| 380456             | 2003 UZ21              | 22 d'octubre de 2003   | Kingsnake            | J. V. McClusky           |
| 380457             | 2003 UO49              | 16 d'octubre de 2003   | Palomar              | NEAT                     |
| 380458             | 2003 UQ56              | 22 d'octubre de 2003   | Kitt Peak            | Spacewatch               |
| 380459             | 2003 UU155             | 20 d'octubre de 2003   | Kitt Peak            | Spacewatch               |
| 380460             | 2003 UQ171             | 20 d'octubre de 2003   | Kitt Peak            | Spacewatch               |
| 380461             | 2003 UD176             | 21 d'octubre de 2003   | Anderson Mesa        | LONEOS                   |
| 380462             | 2003 UJ252             | 26 d'octubre de 2003   | Kitt Peak            | Spacewatch               |
| 380463             | 2003 UZ271             | 28 d'octubre de 2003   | Socorro              | LINEAR                   |
| 380464             | 2003 UB295             | 16 d'octubre de 2003   | Kitt Peak            | Spacewatch               |
| 380465             | 2003 UM314             | 20 d'octubre de 2003   | Kitt Peak            | Spacewatch               |
| 380466             | 2003 UV315             | 20 d'octubre de 2003   | Socorro              | LINEAR                   |
| 380467             | 2003 UG322             | 16 d'octubre de 2003   | Kitt Peak            | Spacewatch               |
| 380468             | 2003 UG326             | 17 d'octubre de 2003   | Apache Point         | Sloan Digital Sky Survey |
| 380469             | 2003 UK343             | 19 d'octubre de 2003   | Apache Point         | Sloan Digital Sky Survey |
| 380470             | 2003 UT367             | 28 de setembre de 2003 | Kitt Peak            | Spacewatch               |
| 380471             | 2003 UG408             | 23 d'octubre de 2003   | Apache Point         | Sloan Digital Sky Survey |
| 380472             | 2003 WR24              | 20 de novembre de 2003 | Socorro              | LINEAR                   |
| 380473             | 2003 WB90              | 16 de novembre de 2003 | Kitt Peak            | Spacewatch               |
| 380474             | 2003 WX92              | 19 de novembre de 2003 | Anderson Mesa        | LONEOS                   |
| 380475             | 2003 WC101             | 21 de novembre de 2003 | Socorro              | LINEAR                   |
| 380476             | 2003 YO1               | 18 de desembre de 2003 | Kitt Peak            | Spacewatch               |
| 380477             | 2003 YR64              | 19 de desembre de 2003 | Socorro              | LINEAR                   |
| 380478             | 2003 YU86              | 19 de desembre de 2003 | Socorro              | LINEAR                   |
| 380479             | 2003 YP131             | 28 de desembre de 2003 | Socorro              | LINEAR                   |
| 380480 Glennhawley | 2003 YW176             | 16 de desembre de 2003 | Mauna Kea            | D. D. Balam              |
| 380481             | 2003 YF181             | 22 de desembre de 2003 | Kitt Peak            | Spacewatch               |
| 380482             | 2004 AG4               | 15 de gener de 2004    | Kitt Peak            | Spacewatch               |
| 380483             | 2004 AV6               | 15 de gener de 2004    | Kitt Peak            | Spacewatch               |
| 380484             | 2004 AS23              | 22 de desembre de 2003 | Kitt Peak            | Spacewatch               |
| 380485             | 2004 BS29              | 18 de gener de 2004    | Palomar              | NEAT                     |
| 380486             | 2004 BB50              | 21 de gener de 2004    | Socorro              | LINEAR                   |
| 380487             | 2004 BC75              | 21 de gener de 2004    | Socorro              | LINEAR                   |
| 380488             | 2004 BX98              | 27 de gener de 2004    | Kitt Peak            | Spacewatch               |
| 380489             | 2004 BS99              | 27 de gener de 2004    | Kitt Peak            | Spacewatch               |
| 380490             | 2004 BV140             | 19 de gener de 2004    | Kitt Peak            | Spacewatch               |
| 380491             | 2004 CM14              | 11 de febrer de 2004   | Kitt Peak            | Spacewatch               |
| 380492             | 2004 CK21              | 11 de febrer de 2004   | Anderson Mesa        | LONEOS                   |
| 380493             | 2004 CY22              | 12 de febrer de 2004   | Kitt Peak            | Spacewatch               |
| 380494             | 2004 CX49              | 11 de febrer de 2004   | Palomar              | NEAT                     |
| 380495             | 2004 CL89              | 11 de febrer de 2004   | Kitt Peak            | Spacewatch               |
| 380496             | 2004 CV110             | 13 de febrer de 2004   | Kitt Peak            | Spacewatch               |
| 380497             | 2004 CB119             | 11 de febrer de 2004   | Kitt Peak            | Spacewatch               |
| 380498             | 2004 DT                | 16 de febrer de 2004   | Kitt Peak            | Spacewatch               |
| 380499             | 2004 DC34              | 18 de febrer de 2004   | Catalina             | CSS                      |
| 380500             | 2004 DQ44              | 17 de febrer de 2004   | Kitt Peak            | Spacewatch               |

## 380501-380600
| Nom    | Designació provisional | Data de descobriment   | Lloc de descobriment | Descobridor/s            |
| ------ | ---------------------- | ---------------------- | -------------------- | ------------------------ |
| 380501 | 2004 DZ57              | 23 de febrer de 2004   | Socorro              | LINEAR                   |
| 380502 | 2004 DZ69              | 4 de gener de 2004     | Siding Spring        | R. H. McNaught           |
| 380503 | 2004 EY2               | 9 de març de 2004      | Palomar              | NEAT                     |
| 380504 | 2004 EP21              | 26 de febrer de 2004   | Socorro              | LINEAR                   |
| 380505 | 2004 EW44              | 15 de març de 2004     | Kitt Peak            | Spacewatch               |
| 380506 | 2004 EM65              | 14 de març de 2004     | Socorro              | LINEAR                   |
| 380507 | 2004 EL82              | 15 de març de 2004     | Socorro              | LINEAR                   |
| 380508 | 2004 EU111             | 15 de març de 2004     | Socorro              | LINEAR                   |
| 380509 | 2004 FY5               | 30 de gener de 2004    | Socorro              | LINEAR                   |
| 380510 | 2004 FF8               | 18 de gener de 2004    | Kitt Peak            | Spacewatch               |
| 380511 | 2004 FO9               | 16 de març de 2004     | Kitt Peak            | Spacewatch               |
| 380512 | 2004 FX44              | 16 de març de 2004     | Socorro              | LINEAR                   |
| 380513 | 2004 FL47              | 18 de març de 2004     | Kitt Peak            | Spacewatch               |
| 380514 | 2004 FF71              | 17 de març de 2004     | Kitt Peak            | Spacewatch               |
| 380515 | 2004 FQ93              | 22 de març de 2004     | Socorro              | LINEAR                   |
| 380516 | 2004 FX95              | 23 de març de 2004     | Socorro              | LINEAR                   |
| 380517 | 2004 FR103             | 23 de març de 2004     | Socorro              | LINEAR                   |
| 380518 | 2004 FC122             | 19 de març de 2004     | Socorro              | LINEAR                   |
| 380519 | 2004 FW124             | 27 de març de 2004     | Socorro              | LINEAR                   |
| 380520 | 2004 FV125             | 27 de març de 2004     | Socorro              | LINEAR                   |
| 380521 | 2004 FX160             | 18 de març de 2004     | Palomar              | NEAT                     |
| 380522 | 2004 GK                | 10 d'abril de 2004     | Wrightwood           | J. W. Young              |
| 380523 | 2004 GQ                | 27 de març de 2004     | Socorro              | LINEAR                   |
| 380524 | 2004 GY                | 11 d'abril de 2004     | Catalina             | CSS                      |
| 380525 | 2004 GE4               | 11 d'abril de 2004     | Palomar              | NEAT                     |
| 380526 | 2004 GN4               | 23 de març de 2004     | Kitt Peak            | Spacewatch               |
| 380527 | 2004 GQ11              | 12 d'abril de 2004     | Socorro              | LINEAR                   |
| 380528 | 2004 GU12              | 11 d'abril de 2004     | Palomar              | NEAT                     |
| 380529 | 2004 GJ53              | 13 d'abril de 2004     | Kitt Peak            | Spacewatch               |
| 380530 | 2004 GL58              | 14 d'abril de 2004     | Kitt Peak            | Spacewatch               |
| 380531 | 2004 GE59              | 12 d'abril de 2004     | Palomar              | NEAT                     |
| 380532 | 2004 GT75              | 15 d'abril de 2004     | Siding Spring        | Siding Spring Survey     |
| 380533 | 2004 GH77              | 13 d'abril de 2004     | Siding Spring        | Siding Spring Survey     |
| 380534 | 2004 HQ35              | 20 d'abril de 2004     | Socorro              | LINEAR                   |
| 380535 | 2004 HL44              | 31 de març de 2004     | Kitt Peak            | Spacewatch               |
| 380536 | 2004 HB49              | 22 d'abril de 2004     | Campo Imperatore     | CINEOS                   |
| 380537 | 2004 HS55              | 24 d'abril de 2004     | Socorro              | LINEAR                   |
| 380538 | 2004 JY5               | 12 de maig de 2004     | Socorro              | LINEAR                   |
| 380539 | 2004 JG56              | 12 de maig de 2004     | Apache Point         | Sloan Digital Sky Survey |
| 380540 | 2004 KQ10              | 19 de maig de 2004     | Campo Imperatore     | CINEOS                   |
| 380541 | 2004 KB13              | 23 de maig de 2004     | Socorro              | LINEAR                   |
| 380542 | 2004 LA7               | 11 de juny de 2004     | Socorro              | LINEAR                   |
| 380543 | 2004 NH10              | 9 de juliol de 2004    | Socorro              | LINEAR                   |
| 380544 | 2004 NV18              | 15 de juny de 2004     | Kitt Peak            | Spacewatch               |
| 380545 | 2004 NL22              | 11 de juliol de 2004   | Socorro              | LINEAR                   |
| 380546 | 2004 NB25              | 18 de juny de 2004     | Socorro              | LINEAR                   |
| 380547 | 2004 NR30              | 9 de juliol de 2004    | Anderson Mesa        | LONEOS                   |
| 380548 | 2004 NR33              | 14 de juliol de 2004   | Siding Spring        | Siding Spring Survey     |
| 380549 | 2004 OJ4               | 17 de juliol de 2004   | Reedy Creek          | J. Broughton             |
| 380550 | 2004 OT5               | 16 de juliol de 2004   | Reedy Creek          | J. Broughton             |
| 380551 | 2004 OO9               | 20 de juliol de 2004   | Reedy Creek          | J. Broughton             |
| 380552 | 2004 PA                | 4 d'agost de 2004      | Palomar              | NEAT                     |
| 380553 | 2004 PX10              | 7 d'agost de 2004      | Palomar              | NEAT                     |
| 380554 | 2004 PC16              | 7 d'agost de 2004      | Palomar              | NEAT                     |
| 380555 | 2004 PZ16              | 7 d'agost de 2004      | Campo Imperatore     | CINEOS                   |
| 380556 | 2004 PN48              | 8 d'agost de 2004      | Socorro              | LINEAR                   |
| 380557 | 2004 PT51              | 8 d'agost de 2004      | Socorro              | LINEAR                   |
| 380558 | 2004 PC81              | 10 d'agost de 2004     | Socorro              | LINEAR                   |
| 380559 | 2004 PR106             | 15 d'agost de 2004     | Campo Imperatore     | CINEOS                   |
| 380560 | 2004 PQ109             | 12 d'agost de 2004     | Cerro Tololo         | M. W. Buie               |
| 380561 | 2004 QQ5               | 21 d'agost de 2004     | Wise                 | Wise                     |
| 380562 | 2004 QF9               | 20 d'agost de 2004     | Siding Spring        | Siding Spring Survey     |
| 380563 | 2004 QB18              | 19 d'agost de 2004     | Socorro              | LINEAR                   |
| 380564 | 2004 QK18              | 13 d'agost de 2004     | Socorro              | LINEAR                   |
| 380565 | 2004 QO19              | 23 d'agost de 2004     | Siding Spring        | Siding Spring Survey     |
| 380566 | 2004 QW24              | 24 d'agost de 2004     | Siding Spring        | Siding Spring Survey     |
| 380567 | 2004 RD13              | 11 d'agost de 2004     | Socorro              | LINEAR                   |
| 380568 | 2004 RW22              | 7 de setembre de 2004  | Kitt Peak            | Spacewatch               |
| 380569 | 2004 RR25              | 8 de setembre de 2004  | Campo Imperatore     | CINEOS                   |
| 380570 | 2004 RD40              | 7 de setembre de 2004  | Socorro              | LINEAR                   |
| 380571 | 2004 RF56              | 8 de setembre de 2004  | Socorro              | LINEAR                   |
| 380572 | 2004 RW93              | 8 de setembre de 2004  | Socorro              | LINEAR                   |
| 380573 | 2004 RL110             | 11 de setembre de 2004 | Socorro              | LINEAR                   |
| 380574 | 2004 RL114             | 7 de setembre de 2004  | Kitt Peak            | Spacewatch               |
| 380575 | 2004 RT162             | 11 de setembre de 2004 | Socorro              | LINEAR                   |
| 380576 | 2004 RE163             | 11 de setembre de 2004 | Kitt Peak            | Spacewatch               |
| 380577 | 2004 RJ169             | 8 de setembre de 2004  | Socorro              | LINEAR                   |
| 380578 | 2004 RR180             | 10 de setembre de 2004 | Socorro              | LINEAR                   |
| 380579 | 2004 RP183             | 10 de setembre de 2004 | Socorro              | LINEAR                   |
| 380580 | 2004 RZ187             | 10 de setembre de 2004 | Socorro              | LINEAR                   |
| 380581 | 2004 RS195             | 10 de setembre de 2004 | Socorro              | LINEAR                   |
| 380582 | 2004 RD206             | 10 de setembre de 2004 | Socorro              | LINEAR                   |
| 380583 | 2004 RK209             | 11 de setembre de 2004 | Socorro              | LINEAR                   |
| 380584 | 2004 RG216             | 11 de setembre de 2004 | Socorro              | LINEAR                   |
| 380585 | 2004 RW217             | 11 de setembre de 2004 | Socorro              | LINEAR                   |
| 380586 | 2004 RJ234             | 9 de setembre de 2004  | Kitt Peak            | Spacewatch               |
| 380587 | 2004 RP243             | 10 de setembre de 2004 | Kitt Peak            | Spacewatch               |
| 380588 | 2004 RY250             | 14 de setembre de 2004 | Socorro              | LINEAR                   |
| 380589 | 2004 RX252             | 15 de setembre de 2004 | Socorro              | LINEAR                   |
| 380590 | 2004 RP288             | 14 de setembre de 2004 | Andrushivka          | G. Kovalchuk, V. Lokot   |
| 380591 | 2004 RP312             | 15 de setembre de 2004 | Anderson Mesa        | LONEOS                   |
| 380592 | 2004 RE323             | 13 de setembre de 2004 | Socorro              | LINEAR                   |
| 380593 | 2004 RY323             | 13 de setembre de 2004 | Socorro              | LINEAR                   |
| 380594 | 2004 RA341             | 7 de setembre de 2004  | Socorro              | LINEAR                   |
| 380595 | 2004 RU341             | 10 de setembre de 2004 | Kitt Peak            | Spacewatch               |
| 380596 | 2004 SX3               | 17 de setembre de 2004 | Socorro              | LINEAR                   |
| 380597 | 2004 SB4               | 17 de setembre de 2004 | Anderson Mesa        | LONEOS                   |
| 380598 | 2004 SE22              | 17 de setembre de 2004 | Socorro              | LINEAR                   |
| 380599 | 2004 SW28              | 17 de setembre de 2004 | Socorro              | LINEAR                   |
| 380600 | 2004 SV40              | 17 de setembre de 2004 | Socorro              | LINEAR                   |

## 380601-380700
| Nom           | Designació provisional | Data de descobriment   | Lloc de descobriment | Descobridor/s          |
| ------------- | ---------------------- | ---------------------- | -------------------- | ---------------------- |
| 380601        | 2004 SD54              | 13 de setembre de 2004 | Anderson Mesa        | LONEOS                 |
| 380602        | 2004 TE14              | 8 de setembre de 2004  | Socorro              | LINEAR                 |
| 380603        | 2004 TO47              | 4 d'octubre de 2004    | Kitt Peak            | Spacewatch             |
| 380604        | 2004 TN56              | 5 d'octubre de 2004    | Kitt Peak            | Spacewatch             |
| 380605        | 2004 TO62              | 5 d'octubre de 2004    | Kitt Peak            | Spacewatch             |
| 380606        | 2004 TC68              | 5 d'octubre de 2004    | Anderson Mesa        | LONEOS                 |
| 380607 Sharma | 2004 TV69              | 5 d'octubre de 2004    | Vail-Jarnac          | Jarnac                 |
| 380608        | 2004 TA70              | 5 d'octubre de 2004    | Palomar              | NEAT                   |
| 380609        | 2004 TP75              | 6 d'octubre de 2004    | Palomar              | NEAT                   |
| 380610        | 2004 TE96              | 5 d'octubre de 2004    | Kitt Peak            | Spacewatch             |
| 380611        | 2004 TD102             | 6 d'octubre de 2004    | Kitt Peak            | Spacewatch             |
| 380612        | 2004 TK123             | 7 d'octubre de 2004    | Anderson Mesa        | LONEOS                 |
| 380613        | 2004 TE126             | 7 d'octubre de 2004    | Socorro              | LINEAR                 |
| 380614        | 2004 TJ139             | 9 d'octubre de 2004    | Anderson Mesa        | LONEOS                 |
| 380615        | 2004 TQ161             | 6 d'octubre de 2004    | Kitt Peak            | Spacewatch             |
| 380616        | 2004 TW204             | 7 d'octubre de 2004    | Kitt Peak            | Spacewatch             |
| 380617        | 2004 TT220             | 6 d'octubre de 2004    | Palomar              | NEAT                   |
| 380618        | 2004 TS228             | 8 d'octubre de 2004    | Kitt Peak            | Spacewatch             |
| 380619        | 2004 TX249             | 7 d'octubre de 2004    | Socorro              | LINEAR                 |
| 380620        | 2004 TS274             | 9 d'octubre de 2004    | Kitt Peak            | Spacewatch             |
| 380621        | 2004 TU278             | 9 d'octubre de 2004    | Kitt Peak            | Spacewatch             |
| 380622        | 2004 TW287             | 9 d'octubre de 2004    | Socorro              | LINEAR                 |
| 380623        | 2004 TM294             | 10 d'octubre de 2004   | Palomar              | NEAT                   |
| 380624        | 2004 TU298             | 17 de setembre de 2004 | Kitt Peak            | Spacewatch             |
| 380625        | 2004 TQ302             | 9 d'octubre de 2004    | Socorro              | LINEAR                 |
| 380626        | 2004 TZ336             | 11 d'octubre de 2004   | Palomar              | NEAT                   |
| 380627        | 2004 TM349             | 8 d'octubre de 2004    | Kitt Peak            | Spacewatch             |
| 380628        | 2004 TO349             | 8 d'octubre de 2004    | Kitt Peak            | Spacewatch             |
| 380629        | 2004 TO356             | 14 d'octubre de 2004   | Anderson Mesa        | LONEOS                 |
| 380630        | 2004 UM1               | 22 d'octubre de 2004   | Pla D'Arguines       | Pla D'Arguines         |
| 380631        | 2004 VT19              | 7 d'octubre de 2004    | Kitt Peak            | Spacewatch             |
| 380632        | 2004 VH22              | 4 de novembre de 2004  | Kitt Peak            | Spacewatch             |
| 380633        | 2004 VP81              | 4 de novembre de 2004  | Kitt Peak            | Spacewatch             |
| 380634        | 2004 VD112             | 3 de novembre de 2004  | Anderson Mesa        | LONEOS                 |
| 380635        | 2004 XR9               | 2 de desembre de 2004  | Catalina             | CSS                    |
| 380636        | 2004 XN14              | 10 de desembre de 2004 | Catalina             | CSS                    |
| 380637        | 2004 XK22              | 8 de desembre de 2004  | Socorro              | LINEAR                 |
| 380638        | 2004 XK23              | 8 de desembre de 2004  | Socorro              | LINEAR                 |
| 380639        | 2004 XN42              | 2 de desembre de 2004  | Palomar              | NEAT                   |
| 380640        | 2004 XU56              | 10 de desembre de 2004 | Kitt Peak            | Spacewatch             |
| 380641        | 2004 XN107             | 11 de desembre de 2004 | Socorro              | LINEAR                 |
| 380642        | 2004 XD121             | 14 de desembre de 2004 | Socorro              | LINEAR                 |
| 380643        | 2004 XS124             | 11 de desembre de 2004 | Catalina             | CSS                    |
| 380644        | 2004 XG125             | 11 de desembre de 2004 | Catalina             | CSS                    |
| 380645        | 2004 XA138             | 13 de desembre de 2004 | Kitt Peak            | Spacewatch             |
| 380646        | 2004 XL140             | 13 de desembre de 2004 | Kitt Peak            | Spacewatch             |
| 380647        | 2004 XC163             | 15 de desembre de 2004 | Socorro              | LINEAR                 |
| 380648        | 2004 XH192             | 12 de desembre de 2004 | Kitt Peak            | Spacewatch             |
| 380649        | 2004 YU4               | 17 de desembre de 2004 | Haleakala            | NEAT                   |
| 380650        | 2004 YM27              | 16 de desembre de 2004 | Socorro              | LINEAR                 |
| 380651        | 2004 YS27              | 16 de desembre de 2004 | Socorro              | LINEAR                 |
| 380652        | 2005 AL6               | 6 de gener de 2005     | Socorro              | LINEAR                 |
| 380653        | 2005 AR38              | 13 de gener de 2005    | Catalina             | CSS                    |
| 380654        | 2005 BV28              | 31 de gener de 2005    | Palomar              | NEAT                   |
| 380655        | 2005 CZ2               | 1 de febrer de 2005    | Catalina             | CSS                    |
| 380656        | 2005 CQ52              | 3 de febrer de 2005    | Socorro              | LINEAR                 |
| 380657        | 2005 DN1               | 17 de febrer de 2005   | La Silla             | A. Boattini, H. Scholl |
| 380658        | 2005 EM12              | 2 de març de 2005      | Catalina             | CSS                    |
| 380659        | 2005 EL19              | 3 de març de 2005      | Kitt Peak            | Spacewatch             |
| 380660        | 2005 EV54              | 4 de març de 2005      | Kitt Peak            | Spacewatch             |
| 380661        | 2005 EF137             | 9 de març de 2005      | Mount Lemmon         | Mt. Lemmon Survey      |
| 380662        | 2005 EM152             | 10 de març de 2005     | Kitt Peak            | Spacewatch             |
| 380663        | 2005 EF187             | 10 de març de 2005     | Mount Lemmon         | Mt. Lemmon Survey      |
| 380664        | 2005 EE217             | 9 de març de 2005      | Catalina             | CSS                    |
| 380665        | 2005 EF224             | 10 de març de 2005     | Anderson Mesa        | LONEOS                 |
| 380666        | 2005 EV248             | 12 de març de 2005     | Socorro              | LINEAR                 |
| 380667        | 2005 EV257             | 11 de març de 2005     | Mount Lemmon         | Mt. Lemmon Survey      |
| 380668        | 2005 EA279             | 9 de març de 2005      | Mount Lemmon         | Mt. Lemmon Survey      |
| 380669        | 2005 EV281             | 10 de març de 2005     | Catalina             | CSS                    |
| 380670        | 2005 EO282             | 10 de març de 2005     | Mount Lemmon         | Mt. Lemmon Survey      |
| 380671        | 2005 GZ19              | 2 d'abril de 2005      | Mount Lemmon         | Mt. Lemmon Survey      |
| 380672        | 2005 GL23              | 1 d'abril de 2005      | Kitt Peak            | Spacewatch             |
| 380673        | 2005 GN25              | 2 d'abril de 2005      | Mount Lemmon         | Mt. Lemmon Survey      |
| 380674        | 2005 GF39              | 4 d'abril de 2005      | Mount Lemmon         | Mt. Lemmon Survey      |
| 380675        | 2005 GH45              | 5 d'abril de 2005      | Palomar              | NEAT                   |
| 380676        | 2005 GN51              | 2 d'abril de 2005      | Mount Lemmon         | Mt. Lemmon Survey      |
| 380677        | 2005 GX52              | 2 d'abril de 2005      | Mount Lemmon         | Mt. Lemmon Survey      |
| 380678        | 2005 GO76              | 5 d'abril de 2005      | Mount Lemmon         | Mt. Lemmon Survey      |
| 380679        | 2005 GS79              | 6 d'abril de 2005      | Mount Lemmon         | Mt. Lemmon Survey      |
| 380680        | 2005 GK80              | 7 d'abril de 2005      | Kitt Peak            | Spacewatch             |
| 380681        | 2005 GN95              | 6 d'abril de 2005      | Kitt Peak            | Spacewatch             |
| 380682        | 2005 GK98              | 7 d'abril de 2005      | Palomar              | NEAT                   |
| 380683        | 2005 GY103             | 9 d'abril de 2005      | Socorro              | LINEAR                 |
| 380684        | 2005 GZ106             | 10 d'abril de 2005     | Kitt Peak            | Spacewatch             |
| 380685        | 2005 GE109             | 10 d'abril de 2005     | Mount Lemmon         | Mt. Lemmon Survey      |
| 380686        | 2005 GR111             | 5 d'abril de 2005      | Mount Lemmon         | Mt. Lemmon Survey      |
| 380687        | 2005 JG5               | 4 de maig de 2005      | Kitt Peak            | Spacewatch             |
| 380688        | 2005 JA13              | 4 de maig de 2005      | Mauna Kea            | C. Veillet             |
| 380689        | 2005 JB17              | 4 de maig de 2005      | Palomar              | NEAT                   |
| 380690        | 2005 JW24              | 3 de maig de 2005      | Kitt Peak            | Spacewatch             |
| 380691        | 2005 JW27              | 3 de maig de 2005      | Catalina             | CSS                    |
| 380692        | 2005 JJ32              | 4 de maig de 2005      | Mount Lemmon         | Mt. Lemmon Survey      |
| 380693        | 2005 JY35              | 4 de maig de 2005      | Kitt Peak            | Spacewatch             |
| 380694        | 2005 JU59              | 8 de maig de 2005      | Kitt Peak            | Spacewatch             |
| 380695        | 2005 JP60              | 8 de maig de 2005      | Socorro              | LINEAR                 |
| 380696        | 2005 JB82              | 9 de maig de 2005      | Kitt Peak            | Spacewatch             |
| 380697        | 2005 JV83              | 8 de maig de 2005      | Kitt Peak            | Spacewatch             |
| 380698        | 2005 JK85              | 8 de maig de 2005      | Socorro              | LINEAR                 |
| 380699        | 2005 JE88              | 10 de maig de 2005     | Kitt Peak            | Spacewatch             |
| 380700        | 2005 JM111             | 9 de maig de 2005      | Socorro              | LINEAR                 |

## 380701-380800
| Nom    | Designació provisional | Data de descobriment   | Lloc de descobriment | Descobridor/s     |
| ------ | ---------------------- | ---------------------- | -------------------- | ----------------- |
| 380701 | 2005 JK117             | 10 de maig de 2005     | Kitt Peak            | Spacewatch        |
| 380702 | 2005 JE133             | 14 de maig de 2005     | Kitt Peak            | Spacewatch        |
| 380703 | 2005 JS141             | 14 de maig de 2005     | Mount Lemmon         | Mt. Lemmon Survey |
| 380704 | 2005 JR157             | 4 de maig de 2005      | Palomar              | NEAT              |
| 380705 | 2005 KT3               | 17 de maig de 2005     | Mount Lemmon         | Mt. Lemmon Survey |
| 380706 | 2005 KH6               | 17 de maig de 2005     | Socorro              | LINEAR            |
| 380707 | 2005 LE39              | 11 de juny de 2005     | Kitt Peak            | Spacewatch        |
| 380708 | 2005 LG53              | 13 de juny de 2005     | Mount Lemmon         | Mt. Lemmon Survey |
| 380709 | 2005 MK19              | 29 de juny de 2005     | Palomar              | NEAT              |
| 380710 | 2005 MN32              | 28 de juny de 2005     | Palomar              | NEAT              |
| 380711 | 2005 NN43              | 14 de juny de 2005     | Mount Lemmon         | Mt. Lemmon Survey |
| 380712 | 2005 NG49              | 4 de juliol de 2005    | Mount Lemmon         | Mt. Lemmon Survey |
| 380713 | 2005 NY67              | 3 de juliol de 2005    | Mount Lemmon         | Mt. Lemmon Survey |
| 380714 | 2005 NF93              | 5 de juliol de 2005    | Palomar              | NEAT              |
| 380715 | 2005 OC15              | 28 de juliol de 2005   | Reedy Creek          | J. Broughton      |
| 380716 | 2005 OS20              | 28 de juliol de 2005   | Palomar              | NEAT              |
| 380717 | 2005 QD11              | 27 d'agost de 2005     | Junk Bond            | D. Healy          |
| 380718 | 2005 QD20              | 26 d'agost de 2005     | Anderson Mesa        | LONEOS            |
| 380719 | 2005 QY44              | 26 d'agost de 2005     | Palomar              | NEAT              |
| 380720 | 2005 QL58              | 25 d'agost de 2005     | Palomar              | NEAT              |
| 380721 | 2005 QL131             | 28 d'agost de 2005     | Kitt Peak            | Spacewatch        |
| 380722 | 2005 QY133             | 28 d'agost de 2005     | Kitt Peak            | Spacewatch        |
| 380723 | 2005 QO139             | 28 d'agost de 2005     | Kitt Peak            | Spacewatch        |
| 380724 | 2005 QD141             | 29 d'agost de 2005     | Anderson Mesa        | LONEOS            |
| 380725 | 2005 QN158             | 26 d'agost de 2005     | Palomar              | NEAT              |
| 380726 | 2005 QZ177             | 31 d'agost de 2005     | Kitt Peak            | Spacewatch        |
| 380727 | 2005 QE183             | 31 d'agost de 2005     | Anderson Mesa        | LONEOS            |
| 380728 | 2005 RM13              | 1 de setembre de 2005  | Palomar              | NEAT              |
| 380729 | 2005 RX30              | 11 de setembre de 2005 | Anderson Mesa        | LONEOS            |
| 380730 | 2005 RH32              | 13 de setembre de 2005 | Kitt Peak            | Spacewatch        |
| 380731 | 2005 RU47              | 13 de setembre de 2005 | Apache Point         | A. C. Becker      |
| 380732 | 2005 SB7               | 24 de setembre de 2005 | Kitt Peak            | Spacewatch        |
| 380733 | 2005 SY7               | 25 de setembre de 2005 | Catalina             | CSS               |
| 380734 | 2005 SW22              | 23 de setembre de 2005 | Kitt Peak            | Spacewatch        |
| 380735 | 2005 SP26              | 23 de setembre de 2005 | Kitt Peak            | Spacewatch        |
| 380736 | 2005 SJ27              | 23 de setembre de 2005 | Kitt Peak            | Spacewatch        |
| 380737 | 2005 SD39              | 24 de setembre de 2005 | Kitt Peak            | Spacewatch        |
| 380738 | 2005 SM49              | 24 de setembre de 2005 | Kitt Peak            | Spacewatch        |
| 380739 | 2005 SA72              | 23 de setembre de 2005 | Catalina             | CSS               |
| 380740 | 2005 SK87              | 24 de setembre de 2005 | Kitt Peak            | Spacewatch        |
| 380741 | 2005 SM89              | 24 de setembre de 2005 | Kitt Peak            | Spacewatch        |
| 380742 | 2005 SW97              | 25 de setembre de 2005 | Kitt Peak            | Spacewatch        |
| 380743 | 2005 SR102             | 25 de setembre de 2005 | Kitt Peak            | Spacewatch        |
| 380744 | 2005 SU110             | 26 de setembre de 2005 | Kitt Peak            | Spacewatch        |
| 380745 | 2005 SW114             | 27 de setembre de 2005 | Kitt Peak            | Spacewatch        |
| 380746 | 2005 SF116             | 27 de setembre de 2005 | Kitt Peak            | Spacewatch        |
| 380747 | 2005 SV123             | 29 de setembre de 2005 | Anderson Mesa        | LONEOS            |
| 380748 | 2005 SH139             | 25 de setembre de 2005 | Kitt Peak            | Spacewatch        |
| 380749 | 2005 SE143             | 25 de setembre de 2005 | Kitt Peak            | Spacewatch        |
| 380750 | 2005 SA144             | 25 de setembre de 2005 | Kitt Peak            | Spacewatch        |
| 380751 | 2005 SF145             | 25 de setembre de 2005 | Kitt Peak            | Spacewatch        |
| 380752 | 2005 SO159             | 26 de setembre de 2005 | Palomar              | NEAT              |
| 380753 | 2005 SC160             | 27 de setembre de 2005 | Kitt Peak            | Spacewatch        |
| 380754 | 2005 SS190             | 29 de setembre de 2005 | Anderson Mesa        | LONEOS            |
| 380755 | 2005 SG200             | 30 de setembre de 2005 | Kitt Peak            | Spacewatch        |
| 380756 | 2005 SU253             | 22 de setembre de 2005 | Palomar              | NEAT              |
| 380757 | 2005 ST261             | 22 de setembre de 2005 | Palomar              | NEAT              |
| 380758 | 2005 SG268             | 30 de setembre de 2005 | Palomar              | NEAT              |
| 380759 | 2005 TL5               | 1 d'octubre de 2005    | Catalina             | CSS               |
| 380760 | 2005 TK43              | 5 d'octubre de 2005    | Socorro              | LINEAR            |
| 380761 | 2005 TN63              | 6 d'octubre de 2005    | Kitt Peak            | Spacewatch        |
| 380762 | 2005 TW71              | 3 d'octubre de 2005    | Catalina             | CSS               |
| 380763 | 2005 TQ87              | 5 d'octubre de 2005    | Kitt Peak            | Spacewatch        |
| 380764 | 2005 TM116             | 7 d'octubre de 2005    | Kitt Peak            | Spacewatch        |
| 380765 | 2005 TM127             | 7 d'octubre de 2005    | Kitt Peak            | Spacewatch        |
| 380766 | 2005 TZ138             | 8 d'octubre de 2005    | Kitt Peak            | Spacewatch        |
| 380767 | 2005 TA153             | 6 d'octubre de 2005    | Mount Lemmon         | Mt. Lemmon Survey |
| 380768 | 2005 TW188             | 13 d'octubre de 2005   | Kitt Peak            | Spacewatch        |
| 380769 | 2005 UZ65              | 22 d'octubre de 2005   | Catalina             | CSS               |
| 380770 | 2005 US90              | 22 d'octubre de 2005   | Kitt Peak            | Spacewatch        |
| 380771 | 2005 UW209             | 27 d'octubre de 2005   | Mount Lemmon         | Mt. Lemmon Survey |
| 380772 | 2005 UZ215             | 25 d'octubre de 2005   | Kitt Peak            | Spacewatch        |
| 380773 | 2005 UF223             | 25 d'octubre de 2005   | Kitt Peak            | Spacewatch        |
| 380774 | 2005 UX242             | 25 d'octubre de 2005   | Kitt Peak            | Spacewatch        |
| 380775 | 2005 UW315             | 25 d'octubre de 2005   | Kitt Peak            | Spacewatch        |
| 380776 | 2005 UW328             | 28 d'octubre de 2005   | Mount Lemmon         | Mt. Lemmon Survey |
| 380777 | 2005 UZ349             | 27 d'octubre de 2005   | Catalina             | CSS               |
| 380778 | 2005 UO353             | 29 d'octubre de 2005   | Catalina             | CSS               |
| 380779 | 2005 UF403             | 28 d'octubre de 2005   | Kitt Peak            | Spacewatch        |
| 380780 | 2005 UT510             | 25 d'octubre de 2005   | Mount Lemmon         | Mt. Lemmon Survey |
| 380781 | 2005 UN513             | 28 d'octubre de 2005   | Kitt Peak            | Spacewatch        |
| 380782 | 2005 UT513             | 23 d'octubre de 2005   | Kitt Peak            | Spacewatch        |
| 380783 | 2005 UD521             | 26 d'octubre de 2005   | Apache Point         | A. C. Becker      |
| 380784 | 2005 UO531             | 29 d'octubre de 2005   | Catalina             | CSS               |
| 380785 | 2005 VW5               | 6 de novembre de 2005  | Eskridge             | G. Hug            |
| 380786 | 2005 VF88              | 6 de novembre de 2005  | Kitt Peak            | Spacewatch        |
| 380787 | 2005 VH119             | 4 de novembre de 2005  | Mount Lemmon         | Mt. Lemmon Survey |
| 380788 | 2005 VD135             | 1 de novembre de 2005  | Mount Lemmon         | Mt. Lemmon Survey |
| 380789 | 2005 WT4               | 20 de novembre de 2005 | Catalina             | CSS               |
| 380790 | 2005 WJ17              | 22 de novembre de 2005 | Kitt Peak            | Spacewatch        |
| 380791 | 2005 WV38              | 22 de novembre de 2005 | Kitt Peak            | Spacewatch        |
| 380792 | 2005 WG44              | 21 de novembre de 2005 | Kitt Peak            | Spacewatch        |
| 380793 | 2005 WQ45              | 22 de novembre de 2005 | Kitt Peak            | Spacewatch        |
| 380794 | 2005 WV47              | 25 de novembre de 2005 | Kitt Peak            | Spacewatch        |
| 380795 | 2005 WK60              | 21 de novembre de 2005 | Kitt Peak            | Spacewatch        |
| 380796 | 2005 WF101             | 29 de novembre de 2005 | Socorro              | LINEAR            |
| 380797 | 2005 WU133             | 25 de novembre de 2005 | Mount Lemmon         | Mt. Lemmon Survey |
| 380798 | 2005 WF142             | 29 de novembre de 2005 | Kitt Peak            | Spacewatch        |
| 380799 | 2005 WE146             | 25 de novembre de 2005 | Kitt Peak            | Spacewatch        |
| 380800 | 2005 WH153             | 29 de novembre de 2005 | Palomar              | NEAT              |

## 380801-380900
| Nom    | Designació provisional | Data de descobriment   | Lloc de descobriment | Descobridor/s        |
| ------ | ---------------------- | ---------------------- | -------------------- | -------------------- |
| 380801 | 2005 WA164             | 29 de novembre de 2005 | Kitt Peak            | Spacewatch           |
| 380802 | 2005 WC166             | 29 de novembre de 2005 | Kitt Peak            | Spacewatch           |
| 380803 | 2005 WK177             | 30 de novembre de 2005 | Kitt Peak            | Spacewatch           |
| 380804 | 2005 XC43              | 2 de desembre de 2005  | Kitt Peak            | Spacewatch           |
| 380805 | 2005 XF81              | 7 de desembre de 2005  | Kitt Peak            | Spacewatch           |
| 380806 | 2005 YW6               | 21 de desembre de 2005 | Kitt Peak            | Spacewatch           |
| 380807 | 2005 YJ23              | 4 de desembre de 2005  | Mount Lemmon         | Mt. Lemmon Survey    |
| 380808 | 2005 YN29              | 24 de desembre de 2005 | Kitt Peak            | Spacewatch           |
| 380809 | 2005 YG38              | 21 de desembre de 2005 | Catalina             | CSS                  |
| 380810 | 2005 YL50              | 25 de desembre de 2005 | Anderson Mesa        | LONEOS               |
| 380811 | 2005 YS53              | 22 de desembre de 2005 | Kitt Peak            | Spacewatch           |
| 380812 | 2005 YS56              | 24 de desembre de 2005 | Kitt Peak            | Spacewatch           |
| 380813 | 2005 YU60              | 22 de desembre de 2005 | Kitt Peak            | Spacewatch           |
| 380814 | 2005 YQ86              | 25 de desembre de 2005 | Mount Lemmon         | Mt. Lemmon Survey    |
| 380815 | 2005 YW98              | 27 de desembre de 2005 | Catalina             | CSS                  |
| 380816 | 2005 YZ99              | 28 de desembre de 2005 | Kitt Peak            | Spacewatch           |
| 380817 | 2005 YM126             | 26 de desembre de 2005 | Kitt Peak            | Spacewatch           |
| 380818 | 2005 YV128             | 30 de desembre de 2005 | Siding Spring        | Siding Spring Survey |
| 380819 | 2005 YV134             | 26 de desembre de 2005 | Kitt Peak            | Spacewatch           |
| 380820 | 2005 YB138             | 26 de desembre de 2005 | Kitt Peak            | Spacewatch           |
| 380821 | 2005 YQ143             | 28 de desembre de 2005 | Mount Lemmon         | Mt. Lemmon Survey    |
| 380822 | 2005 YD168             | 28 de desembre de 2005 | Kitt Peak            | Spacewatch           |
| 380823 | 2005 YT185             | 29 de desembre de 2005 | Kitt Peak            | Spacewatch           |
| 380824 | 2005 YL207             | 28 de desembre de 2005 | Mount Lemmon         | Mt. Lemmon Survey    |
| 380825 | 2005 YC208             | 26 de desembre de 2005 | Catalina             | CSS                  |
| 380826 | 2005 YP219             | 30 de desembre de 2005 | Catalina             | CSS                  |
| 380827 | 2005 YE221             | 25 de desembre de 2005 | Catalina             | CSS                  |
| 380828 | 2005 YV228             | 25 de desembre de 2005 | Mount Lemmon         | Mt. Lemmon Survey    |
| 380829 | 2005 YD238             | 29 de desembre de 2005 | Kitt Peak            | Spacewatch           |
| 380830 | 2005 YE288             | 30 de desembre de 2005 | Catalina             | CSS                  |
| 380831 | 2005 YY290             | 29 de desembre de 2005 | Kitt Peak            | Spacewatch           |
| 380832 | 2006 AC                | 3 de gener de 2006     | Mayhill              | A. Lowe              |
| 380833 | 2006 AN21              | 5 de gener de 2006     | Catalina             | CSS                  |
| 380834 | 2006 AO22              | 5 de gener de 2006     | Catalina             | CSS                  |
| 380835 | 2006 AE32              | 5 de gener de 2006     | Catalina             | CSS                  |
| 380836 | 2006 AL37              | 4 de gener de 2006     | Kitt Peak            | Spacewatch           |
| 380837 | 2006 AY38              | 7 de gener de 2006     | Mount Lemmon         | Mt. Lemmon Survey    |
| 380838 | 2006 AD56              | 6 de gener de 2006     | Mount Lemmon         | Mt. Lemmon Survey    |
| 380839 | 2006 AP57              | 8 de gener de 2006     | Anderson Mesa        | LONEOS               |
| 380840 | 2006 AK67              | 9 de gener de 2006     | Kitt Peak            | Spacewatch           |
| 380841 | 2006 AG68              | 5 de gener de 2006     | Mount Lemmon         | Mt. Lemmon Survey    |
| 380842 | 2006 AA79              | 6 de gener de 2006     | Kitt Peak            | Spacewatch           |
| 380843 | 2006 AY96              | 29 de novembre de 2005 | Mount Lemmon         | Mt. Lemmon Survey    |
| 380844 | 2006 AG104             | 6 de gener de 2006     | Kitt Peak            | Spacewatch           |
| 380845 | 2006 BC3               | 21 de gener de 2006    | Mount Lemmon         | Mt. Lemmon Survey    |
| 380846 | 2006 BN7               | 22 de gener de 2006    | Socorro              | LINEAR               |
| 380847 | 2006 BX22              | 22 de gener de 2006    | Mount Lemmon         | Mt. Lemmon Survey    |
| 380848 | 2006 BO25              | 23 de gener de 2006    | Mount Lemmon         | Mt. Lemmon Survey    |
| 380849 | 2006 BW25              | 19 de gener de 2006    | Catalina             | CSS                  |
| 380850 | 2006 BW54              | 23 de gener de 2006    | 7300                 | W. K. Y. Yeung       |
| 380851 | 2006 BQ75              | 23 de gener de 2006    | Kitt Peak            | Spacewatch           |
| 380852 | 2006 BZ78              | 23 de gener de 2006    | Kitt Peak            | Spacewatch           |
| 380853 | 2006 BT101             | 23 de gener de 2006    | Socorro              | LINEAR               |
| 380854 | 2006 BN107             | 25 de gener de 2006    | Kitt Peak            | Spacewatch           |
| 380855 | 2006 BZ120             | 26 de gener de 2006    | Kitt Peak            | Spacewatch           |
| 380856 | 2006 BZ121             | 26 de gener de 2006    | Kitt Peak            | Spacewatch           |
| 380857 | 2006 BG124             | 26 de gener de 2006    | Kitt Peak            | Spacewatch           |
| 380858 | 2006 BY130             | 26 de gener de 2006    | Kitt Peak            | Spacewatch           |
| 380859 | 2006 BN139             | 28 de gener de 2006    | Mount Lemmon         | Mt. Lemmon Survey    |
| 380860 | 2006 BL140             | 22 de gener de 2006    | Mount Lemmon         | Mt. Lemmon Survey    |
| 380861 | 2006 BR150             | 25 de gener de 2006    | Kitt Peak            | Spacewatch           |
| 380862 | 2006 BZ154             | 25 de gener de 2006    | Kitt Peak            | Spacewatch           |
| 380863 | 2006 BJ158             | 25 de gener de 2006    | Kitt Peak            | Spacewatch           |
| 380864 | 2006 BE182             | 27 de gener de 2006    | Mount Lemmon         | Mt. Lemmon Survey    |
| 380865 | 2006 BF217             | 27 de gener de 2006    | Anderson Mesa        | LONEOS               |
| 380866 | 2006 BP217             | 28 de gener de 2006    | Catalina             | CSS                  |
| 380867 | 2006 BV221             | 30 de gener de 2006    | Kitt Peak            | Spacewatch           |
| 380868 | 2006 BC241             | 31 de gener de 2006    | Kitt Peak            | Spacewatch           |
| 380869 | 2006 BF253             | 31 de gener de 2006    | Kitt Peak            | Spacewatch           |
| 380870 | 2006 BZ274             | 25 de gener de 2006    | Kitt Peak            | Spacewatch           |
| 380871 | 2006 BD275             | 26 de gener de 2006    | Mount Lemmon         | Mt. Lemmon Survey    |
| 380872 | 2006 CK22              | 1 de febrer de 2006    | Kitt Peak            | Spacewatch           |
| 380873 | 2006 CW22              | 1 de febrer de 2006    | Mount Lemmon         | Mt. Lemmon Survey    |
| 380874 | 2006 CS44              | 3 de febrer de 2006    | Kitt Peak            | Spacewatch           |
| 380875 | 2006 CU59              | 6 de febrer de 2006    | Mount Lemmon         | Mt. Lemmon Survey    |
| 380876 | 2006 CW65              | 4 de febrer de 2006    | Catalina             | CSS                  |
| 380877 | 2006 DE                | 20 de febrer de 2006   | Mayhill              | A. Lowe              |
| 380878 | 2006 DF9               | 23 de gener de 2006    | Kitt Peak            | Spacewatch           |
| 380879 | 2006 DJ10              | 20 de febrer de 2006   | Kitt Peak            | Spacewatch           |
| 380880 | 2006 DX17              | 23 de gener de 2006    | Kitt Peak            | Spacewatch           |
| 380881 | 2006 DA19              | 1 de febrer de 2006    | Kitt Peak            | Spacewatch           |
| 380882 | 2006 DY19              | 20 de febrer de 2006   | Kitt Peak            | Spacewatch           |
| 380883 | 2006 DO22              | 20 de febrer de 2006   | Kitt Peak            | Spacewatch           |
| 380884 | 2006 DB39              | 21 de febrer de 2006   | Mount Lemmon         | Mt. Lemmon Survey    |
| 380885 | 2006 DD40              | 22 de febrer de 2006   | Palomar              | NEAT                 |
| 380886 | 2006 DE41              | 23 de febrer de 2006   | Anderson Mesa        | LONEOS               |
| 380887 | 2006 DZ41              | 24 de febrer de 2006   | Socorro              | LINEAR               |
| 380888 | 2006 DS42              | 20 de febrer de 2006   | Kitt Peak            | Spacewatch           |
| 380889 | 2006 DV48              | 21 de febrer de 2006   | Mount Lemmon         | Mt. Lemmon Survey    |
| 380890 | 2006 DT49              | 22 de febrer de 2006   | Anderson Mesa        | LONEOS               |
| 380891 | 2006 DT54              | 24 de febrer de 2006   | Kitt Peak            | Spacewatch           |
| 380892 | 2006 DA68              | 24 de febrer de 2006   | Palomar              | NEAT                 |
| 380893 | 2006 DB89              | 24 de febrer de 2006   | Kitt Peak            | Spacewatch           |
| 380894 | 2006 DE90              | 24 de febrer de 2006   | Kitt Peak            | Spacewatch           |
| 380895 | 2006 DT99              | 31 de gener de 2006    | Kitt Peak            | Spacewatch           |
| 380896 | 2006 DE111             | 26 de febrer de 2006   | Anderson Mesa        | LONEOS               |
| 380897 | 2006 DZ111             | 27 de febrer de 2006   | Mount Lemmon         | Mt. Lemmon Survey    |
| 380898 | 2006 DX112             | 27 de febrer de 2006   | Kitt Peak            | Spacewatch           |
| 380899 | 2006 DS115             | 27 de febrer de 2006   | Kitt Peak            | Spacewatch           |
| 380900 | 2006 DB121             | 22 de febrer de 2006   | Catalina             | CSS                  |

## 380901-381000
| Nom    | Designació provisional | Data de descobriment   | Lloc de descobriment | Descobridor/s        |
| ------ | ---------------------- | ---------------------- | -------------------- | -------------------- |
| 380901 | 2006 DX126             | 25 de febrer de 2006   | Kitt Peak            | Spacewatch           |
| 380902 | 2006 DM133             | 25 de febrer de 2006   | Kitt Peak            | Spacewatch           |
| 380903 | 2006 DN145             | 25 de febrer de 2006   | Mount Lemmon         | Mt. Lemmon Survey    |
| 380904 | 2006 DF156             | 27 de febrer de 2006   | Kitt Peak            | Spacewatch           |
| 380905 | 2006 DT173             | 27 de febrer de 2006   | Kitt Peak            | Spacewatch           |
| 380906 | 2006 DB179             | 27 de febrer de 2006   | Socorro              | LINEAR               |
| 380907 | 2006 DC188             | 27 de febrer de 2006   | Kitt Peak            | Spacewatch           |
| 380908 | 2006 DO193             | 28 de febrer de 2006   | Mount Lemmon         | Mt. Lemmon Survey    |
| 380909 | 2006 DO195             | 20 de febrer de 2006   | Catalina             | CSS                  |
| 380910 | 2006 DO213             | 28 de febrer de 2006   | Mount Lemmon         | Mt. Lemmon Survey    |
| 380911 | 2006 DA217             | 25 de febrer de 2006   | Kitt Peak            | Spacewatch           |
| 380912 | 2006 EY7               | 2 de març de 2006      | Kitt Peak            | Spacewatch           |
| 380913 | 2006 ED25              | 3 de març de 2006      | Kitt Peak            | Spacewatch           |
| 380914 | 2006 EE30              | 3 de març de 2006      | Mount Lemmon         | Mt. Lemmon Survey    |
| 380915 | 2006 EW40              | 4 de març de 2006      | Mount Lemmon         | Mt. Lemmon Survey    |
| 380916 | 2006 EL73              | 2 de març de 2006      | Kitt Peak            | Spacewatch           |
| 380917 | 2006 EU73              | 3 de març de 2006      | Kitt Peak            | Spacewatch           |
| 380918 | 2006 FM20              | 23 de març de 2006     | Mount Lemmon         | Mt. Lemmon Survey    |
| 380919 | 2006 FF27              | 24 de març de 2006     | Mount Lemmon         | Mt. Lemmon Survey    |
| 380920 | 2006 FO51              | 29 de març de 2006     | Socorro              | LINEAR               |
| 380921 | 2006 GP2               | 2 d'abril de 2006      | Kitt Peak            | Spacewatch           |
| 380922 | 2006 GG7               | 2 d'abril de 2006      | Kitt Peak            | Spacewatch           |
| 380923 | 2006 GL20              | 2 d'abril de 2006      | Kitt Peak            | Spacewatch           |
| 380924 | 2006 GT35              | 7 d'abril de 2006      | Catalina             | CSS                  |
| 380925 | 2006 GO43              | 2 d'abril de 2006      | Kitt Peak            | Spacewatch           |
| 380926 | 2006 HA                | 17 d'abril de 2006     | Mayhill              | A. Lowe              |
| 380927 | 2006 HA2               | 18 d'abril de 2006     | Palomar              | NEAT                 |
| 380928 | 2006 HJ3               | 18 d'abril de 2006     | Kitt Peak            | Spacewatch           |
| 380929 | 2006 HU30              | 25 d'abril de 2006     | Catalina             | CSS                  |
| 380930 | 2006 HA31              | 20 d'abril de 2006     | Lulin                | Q.-z. Ye             |
| 380931 | 2006 HE61              | 22 d'abril de 2006     | Siding Spring        | Siding Spring Survey |
| 380932 | 2006 HQ73              | 25 d'abril de 2006     | Kitt Peak            | Spacewatch           |
| 380933 | 2006 HD74              | 25 d'abril de 2006     | Kitt Peak            | Spacewatch           |
| 380934 | 2006 HX75              | 25 d'abril de 2006     | Kitt Peak            | Spacewatch           |
| 380935 | 2006 HM82              | 26 d'abril de 2006     | Kitt Peak            | Spacewatch           |
| 380936 | 2006 HY87              | 30 d'abril de 2006     | Kitt Peak            | Spacewatch           |
| 380937 | 2006 JR9               | 1 de maig de 2006      | Kitt Peak            | Spacewatch           |
| 380938 | 2006 JZ31              | 3 de maig de 2006      | Kitt Peak            | Spacewatch           |
| 380939 | 2006 JV36              | 25 d'abril de 2006     | Kitt Peak            | Spacewatch           |
| 380940 | 2006 JX43              | 24 d'abril de 2006     | Kitt Peak            | Spacewatch           |
| 380941 | 2006 JR46              | 7 de maig de 2006      | Kitt Peak            | Spacewatch           |
| 380942 | 2006 KP2               | 18 de maig de 2006     | Catalina             | CSS                  |
| 380943 | 2006 KG12              | 20 de maig de 2006     | Kitt Peak            | Spacewatch           |
| 380944 | 2006 KD16              | 20 de maig de 2006     | Palomar              | NEAT                 |
| 380945 | 2006 KS22              | 20 de maig de 2006     | Catalina             | CSS                  |
| 380946 | 2006 KX26              | 20 de maig de 2006     | Kitt Peak            | Spacewatch           |
| 380947 | 2006 KL33              | 20 de maig de 2006     | Kitt Peak            | Spacewatch           |
| 380948 | 2006 KR41              | 19 de maig de 2006     | Palomar              | NEAT                 |
| 380949 | 2006 KL57              | 22 de maig de 2006     | Kitt Peak            | Spacewatch           |
| 380950 | 2006 KB67              | 24 de maig de 2006     | Mount Lemmon         | Mt. Lemmon Survey    |
| 380951 | 2006 KQ83              | 20 de maig de 2006     | Kitt Peak            | Spacewatch           |
| 380952 | 2006 KV96              | 25 de maig de 2006     | Kitt Peak            | Spacewatch           |
| 380953 | 2006 KQ123             | 30 de maig de 2006     | Mount Lemmon         | Mt. Lemmon Survey    |
| 380954 | 2006 KR124             | 30 de maig de 2006     | Mount Lemmon         | Mt. Lemmon Survey    |
| 380955 | 2006 MS11              | 21 d'abril de 2006     | Kitt Peak            | Spacewatch           |
| 380956 | 2006 PW9               | 13 d'agost de 2006     | Palomar              | NEAT                 |
| 380957 | 2006 PD11              | 13 d'agost de 2006     | Palomar              | NEAT                 |
| 380958 | 2006 QD11              | 21 d'agost de 2006     | Kitt Peak            | Spacewatch           |
| 380959 | 2006 QF22              | 19 d'agost de 2006     | Anderson Mesa        | LONEOS               |
| 380960 | 2006 QW31              | 21 de juliol de 2006   | Catalina             | CSS                  |
| 380961 | 2006 QX35              | 17 d'agost de 2006     | Palomar              | NEAT                 |
| 380962 | 2006 QW42              | 17 d'agost de 2006     | Palomar              | NEAT                 |
| 380963 | 2006 QV59              | 19 d'agost de 2006     | Palomar              | NEAT                 |
| 380964 | 2006 QQ75              | 21 d'agost de 2006     | Kitt Peak            | Spacewatch           |
| 380965 | 2006 QS117             | 27 d'agost de 2006     | Anderson Mesa        | LONEOS               |
| 380966 | 2006 QZ141             | 18 d'agost de 2006     | Palomar              | NEAT                 |
| 380967 | 2006 QT161             | 19 d'agost de 2006     | Kitt Peak            | Spacewatch           |
| 380968 | 2006 RQ39              | 12 de setembre de 2006 | Catalina             | CSS                  |
| 380969 | 2006 RW62              | 14 de setembre de 2006 | Catalina             | CSS                  |
| 380970 | 2006 RF70              | 15 de setembre de 2006 | Kitt Peak            | Spacewatch           |
| 380971 | 2006 RG72              | 15 de setembre de 2006 | Kitt Peak            | Spacewatch           |
| 380972 | 2006 RK93              | 15 de setembre de 2006 | Kitt Peak            | Spacewatch           |
| 380973 | 2006 SC20              | 18 de setembre de 2006 | Kitt Peak            | Spacewatch           |
| 380974 | 2006 SC24              | 18 de setembre de 2006 | Catalina             | CSS                  |
| 380975 | 2006 SA29              | 29 d'agost de 2006     | Kitt Peak            | Spacewatch           |
| 380976 | 2006 SW33              | 17 de setembre de 2006 | Catalina             | CSS                  |
| 380977 | 2006 SD46              | 18 de setembre de 2006 | Anderson Mesa        | LONEOS               |
| 380978 | 2006 SY49              | 20 de setembre de 2006 | La Sagra             | OAM                  |
| 380979 | 2006 SG56              | 19 de setembre de 2006 | Catalina             | CSS                  |
| 380980 | 2006 SN110             | 20 de setembre de 2006 | Catalina             | CSS                  |
| 380981 | 2006 SU131             | 26 de setembre de 2006 | Catalina             | CSS                  |
| 380982 | 2006 SU133             | 17 de setembre de 2006 | Kitt Peak            | Spacewatch           |
| 380983 | 2006 SE136             | 20 de setembre de 2006 | Catalina             | CSS                  |
| 380984 | 2006 SR160             | 23 de setembre de 2006 | Kitt Peak            | Spacewatch           |
| 380985 | 2006 SN209             | 18 de setembre de 2006 | Catalina             | CSS                  |
| 380986 | 2006 SO222             | 18 de setembre de 2006 | Kitt Peak            | Spacewatch           |
| 380987 | 2006 SS285             | 27 de setembre de 2006 | Mount Lemmon         | Mt. Lemmon Survey    |
| 380988 | 2006 SY320             | 27 de setembre de 2006 | Kitt Peak            | Spacewatch           |
| 380989 | 2006 SZ321             | 27 de setembre de 2006 | Kitt Peak            | Spacewatch           |
| 380990 | 2006 SO325             | 27 de setembre de 2006 | Kitt Peak            | Spacewatch           |
| 380991 | 2006 SO327             | 27 de setembre de 2006 | Kitt Peak            | Spacewatch           |
| 380992 | 2006 SJ332             | 28 de setembre de 2006 | Mount Lemmon         | Mt. Lemmon Survey    |
| 380993 | 2006 SZ365             | 30 de setembre de 2006 | Mount Lemmon         | Mt. Lemmon Survey    |
| 380994 | 2006 SJ400             | 19 de setembre de 2006 | Catalina             | CSS                  |
| 380995 | 2006 TT19              | 28 de setembre de 2006 | Mount Lemmon         | Mt. Lemmon Survey    |
| 380996 | 2006 TK20              | 11 d'octubre de 2006   | Kitt Peak            | Spacewatch           |
| 380997 | 2006 TG42              | 12 d'octubre de 2006   | Kitt Peak            | Spacewatch           |
| 380998 | 2006 TO42              | 12 d'octubre de 2006   | Kitt Peak            | Spacewatch           |
| 380999 | 2006 TE43              | 12 d'octubre de 2006   | Kitt Peak            | Spacewatch           |
| 381000 | 2006 TV57              | 15 d'octubre de 2006   | Catalina             | CSS                  |